# Список переможців чемпіонату Іспанії з футболу

Логотип Ла Ліги

Історія іспанського футболу розпочалася в Країні Басків. Більбао був у той час найважливішим портом країни, куди приїздили британські моряки і робітники, які влаштовувалися працювати на підприємства вугільної промисловості регіону. Пропагандистами футболу також були іспанські студенти, які навчалися на Британських островах. Перший футбольний клуб виник в іншій частині країні: в Уельві, адміністративному центрі однойменної провінції, два шотландських лікарі Александр Маккей і Роберт Рассел Росс заснували «Рекреатіво» (23 грудня 1889 року). Через місяць в Андалусії була створена «Севілья». Саме ці дві команди провели і перший матч 8 березня 1890 року (2:0 на користь «Севільї»).
Через соціально-економічні і політичні суперечності між центром і регіонами єдиним загальноіспанським змаганням протягом майже тридцяти років був національний кубок. А решту часу клуби проводили в регіональних турнірах. У цей час переможцями кубка були команди з Країни Басків, а також «Реал Мадрид» і «Барселона». У сезоні 1927/28 національна федерація організувала турнір — Кубок клубів-чемпіонів — який вважається попередником загальноіспанської ліги. До участі були запрошені всі володарі кубка: «Барселона», «Атлетік» (Більбао), «Реал Сосьєдад» (Сан-Себастьян), «Аренас» (Гечо), «Реал» (Мадрид) і «Реал Уніон» (Ірун). Першими фінішували каталонці, з відривом у чотири очки від команди з Більбао.
1928 року була створена загальнонаціональна професіональна футбольна ліга, яка наступного року провела перший чемпіонат. Його учасниками стали чотири баських клуби — «Аренас» (Гечо), «Атлетік» (Більбао), «Реал Сосьєдад» (Сан-Себастьян), «Реал Уніон» (Ірун); три з Каталонії — «Барселона», «Еспаньйол», «Еуропа»; два зі столиці — «Реал», «Атлетік», а також «Реал» (Сантандер), який потрапив до еліти через сито квалікаційного турніру. Першим чемпіоном Прімери стала «Барселона», яку очолювали англієць Джеймс Белламі і місцевий фахівець Рома Форнс. Найбільш відомим гравцем того складу був нападник Хосеп Самітьєр. Голкіпер Ференц Платтко згодом став відомим тренером.
Протягом наступних сезонів домінував «Атлетік» (Більбао), який мав найсильнішу в лізі лінію нападу: Горостіса, Бата, Лафуенте, Ірарагоррі і Чіррі II. Баски чотири рази ставали чемпіонами і двічі віце-чемпіонами. Дві перемоги у турнірі здобув мадридський «Реал», кольори якого захищали воротар Рікардо Самора, основні захисники національної збірної Хасінто Кінкосес та Сіріако Еррасті, бомбардир Мануель Оліварес і баски — брати Луїс та Педро Регейро. У сезоні 1934/35 найсильнішою командою Прімери став «Бетіс», у складі якого грали учасник чемпіонату світу-1934 Сімон Лекуе і голеадор Вікторіо Унамуно.
У липні 1936 року в Іспанії розпочалася громадянська війна. Протягом трьох років проводилися лише регіональні змагання, серед них найбільш солідними за складом учасників була Середземноморська ліга. Мадридський «Реал» також мав намір стати одним з учасників, але це не вдалося зробити через протидію одного з клубів, керівництво якого вважало, що поява столичного гранда значно зменшить доходи команди.
Восени 1939 року стартував перший повоєнний чемпіонат. У роки війни багато футболістів завершили виступи або виїхали за кордон і грали за команди Мексики, Франції, Аргентини та інших країн. Зокрема, «Атлетік» (Більбао) залишився без Грегоріо Бласко, Анхеля Субієти, Леонардо Сілауррена, Хосе Мугерси і Хосе Ірарагоррі: «Реал» (Мадрид) — без братів Регейро, Еміліо Алонсо, Сіріако Еррасті і Рікардо Самори: «Барселона» — без Рамона Сабало, Педро Аресо, Марті Вентольри, Елемера Беркеші, Хосепа Райча, Доменека Балманьї, Хуліо Мунльока і Енріке Фернандеса. Федерація зробила вимушену заміну серед учасників Прімери: невдачі дошкуляли «Ов'єдо» — багаторічний лідер колективу Ісідро Лангара поїхав виступати за аргентинський «Сан-Лоренсо», а під час боїв вщерт був зруйнований стадіон клубу. Місце в еліті зайняв столичний «Атлетіко», який у підсумку став переможцем.
Потім на провідні позиції вийшли «Валенсія» і «Барселона». Левантійці відбудували зруйнований під-час війни стадіон, запросили для підсилення складу кількох басків і за шість років здобули три чемпіонських титули. П'ятірку нападників «Валенсії» називали «електричною лінією» і до неї входили Епі, Амадео, Мундо, Асенсі і Горостіса, а ворота захищав кіпер збірної Ігнасіо Ейсагірре.
Для каталонців перші повоєнні роки були тяжкими. 1939 року поліція відкрила на клуб кримінальну справу. Організатор поїздки на американський континент Россенд Кальвет отримав вісім років дискаліфікації, а інші учасники турне були відсторонені від футбола на два роки. Але поступово стан справ покращувався: з-за кордону поверталися гравці, у яких закінчився термін дискаліфікації, вихованець клубу Сезар Родрігес стає лідером лінії нападу. Окрім того, були запрошені Хосеп Сегер і Маріано Гонсальво (один із трьох братів, які грали в команді, більше відомий як Гонсальво ІІІ). Вдалим виявилося запрошення не посаду тренера Енріке Фернандеса, пррихильника атакувального футболу, який надав великої уваги тактичній і психологічній підготовці гравців. Разом із наступним тренером, Фердинандом Даучиком, прийшов Ладислав Кубала і став лідером «Барселони» на наступні десять років. Вже в першому сезоні з Кубалою команда здобула перемоги у всіх турнірах: чемпіонаті, національному кубку, Латинському кубку, Кубку Мартіні Россі і Кубку Еви Дуарте.
У тому ж 1952 році «Реал» св'яткував своє 50-річчя і організував турнір за участю шведського «Норрчепінга» і колумбійського «Мільйонаріоса». Кращим футболістом південоамериканського клубу був аргентинець Альфредо Ді Стефано, якого Сантьяго Бернабеу запросив до Мадрида. Але «Білу Стрілу» бажала бачити у своєму складі і «Барселона», яка домовмилася з «Рівер Плейтом», з яким у Ді Стефано був чинний контракт. Далі була майже детиктивна історія за участю ФІФА, національної футбольної федерації і уряду Іспанії. Влітку 1953 року аргентинець отримав дозвіл грати за «Реал» і ця дата вважається початком великої ери столичного колективу. У середині 50-х починають свою історію єврокубкові турніри; «Реал» здобуває перемоги у п'яти перших розіграшах Кубка європейських чемпіонів. Намагається не відставати на євроарені і «Барселона», яка виграє Кубок ярмарків і Кубок кубків. Але у внутрішніх турнірах боротися зі столичним грандом ставало все складніше.
1963 року федерація заборонила іноземцям грати за іспанські клуби. Після скасування заборони «Барселона» уклала угоду з Йоганом Кройфом, володарем «Золотого м'яча» 1971 і 1973 років. Але навіть його присутність у складі дала змогу каталонському клубу потіснити «Реал» з вершини лише в одному сезоні.
На початку 80-х про себе нагадали баски: «Реал Сосьєдад» і «Атлетік» поспіль виграли чотири турніри, але потім знову на перші ролі вийшов «Реал» з Еміліо Бутрагеньйо, Хорхе Вальдано, Уго Санчесем, Карлосом Сантільяною у складі.
1988 року до Барселони, вже як тренер, повернувся Йоган Кройф. Він створив команду, яка домінувала в іспанському футболу протягом чотирьох років і надалі постійно веде боротьбу з «Реалом» за перше місце. «Валенсії», «Атлетіко» і «Депортіво» інколи вдається потіснити великий дует грандів іспанського футболу, але зазвичай вони ведуть боротьбу за третє місце.

## Скорочення
| М | кількість зіграних матчів   | В | кількість виграних матчів | П  | кількість програних матчів | Н | кількість нічийних матчів           |
| О | кількість очок у чемпіонаті | З | кількість забитих голів   | Пр | кількість пропущених голів | Р | різниця забитих та пропущених голів |

Примітка: До списку внесені гравці, які виходили на поле бодай в одному матчі переможного турніру.

## 1929—1936
| Сезон                                                                  | Переможець турніру | Титул | Склад | Тренер                        | Статистика | Статистика | Статистика | Статистика | Статистика | Статистика | Статистика | Статистика | Інші виграні турніри |
| Сезон                                                                  | Переможець турніру | Титул | Склад | Тренер                        | М          | В          | Н          | П          | О          | З          | Пр         | Р          | Інші виграні турніри |
| ---------------------------------------------------------------------- | ------------------ | ----- | --- | ----------------------------- | ---------- | ---------- | ---------- | ---------- | ---------- | ---------- | ---------- | ---------- | -------------------- |
| 1929                                                                   | «Барселона»        | 1     | воротарі — Франц Платко, Мануель Відаль, Хуан Уріак; захисники — Рамон Гусман, Вісенте Сауро, Еміль Вальтер, Естебан Педроль, Андрес Боск Жірона, Франсеск Буссот, Патрісіо Арнау; півзахисники — Хосе Кастільйо, Крістофор Марті, Жузеп Обіольс, Хосеп Састре, Рамон Парера; нападники — Анхель Ароча, Антоніо Гарсія, Мануель Парера, Вісенте Пієра, Хосеп Самітьєр, Хуан Пера, Еміліо Сагі Ліньян, Рамон Кампабадаль   | Рома Форнс, Джеймс Белламі    | 18         | 11         | 4          | 3          | 25         | 37         | 23         | +14        |                      |
| 1929–1930                                                              | «Атлетік»          | 1     | воротарі — Грегоріо Бласко, Хосе Іспісуа; захисники — Хосе Мугерса, Альфонсо Кареага, Хосе Кастельянос, Хуан Уркісу, Анхель Роуссе, Хуанін; півзахисники — Хуан Гарісурієта, Роберто Ечебаррія, Мануель Кастаньос; нападники — Гільєрмо Горостіса, Вікторіо Унамуно, Ігнасіо Агірресебала, Лафуенте, Хосе Ірарагоррі, Бата                                                                                                | Фредерік Пентланд             | 18         | 12         | 6          | 0          | 30         | 63         | 28         | +35        | Кубок Короля         |
| 1930–1931                                                              | «Атлетік»          | 2     | воротарі — Грегоріо Бласко, Хосе Іспісуа, Мануель Відаль; захисники — Хосе Мугерса, Хосе Кастельянос, Хуан Уркісу, Хав'єр Моронаті; півзахисники — Роберто Ечебаррія, Хуан Гарісурієта, Деметріо Феліпес; нападники — Гільєрмо Горостіса, Бата, Лафуенте, Хосе Ірарагоррі, Ігнасіо Агірресебала, Луїс Урібе, Вікторіо Унамуно                                                                                             | Фредерік Пентланд             | 18         | 11         | 0          | 7          | 22         | 73         | 33         | +40        | Кубок Короля         |
| 1931–1932                                                              | «Реал Мадрид»      | 1     | воротарі — Рікардо Самора, Рафаель Відаль; захисники — Хасінто Кінкосес, Сіріако Еррасті, Фелікс Квесада; півзахисники — Леонсіто, Луїс Регейро, Хуан Іларіо, Деседеріо Еспарса, Хосе Марія Пенья, Мануель Гурручага, Бестіт II, Антоніо Бонет; нападники — Пачуко Пратс, Мануель Атека, Хайме Ласкано, Мануель Оліварес, Луїс Олясо, Еухеніо Іларіо, Рамон Тріана, Кандідо Уретавіская                                   | Ліппо Гертцка                 | 18         | 10         | 8          | 0          | 28         | 37         | 15         | +22        |                      |
| 1932–1933                                                              | «Реал Мадрид»      | 2     | воротар — Рікардо Самора; захисники — Хасінто Кінкосес, Сіріако Еррасті, Фелікс Квесада; півзахисники — Хуан Іларіо, Педро Регейро, Луїс Вальє, Леонсіто, Едуардо Ордоньєс, Франсиско Гомес; нападники — Луїс Регейро, Мануель Гурручага, Еухеніо Іларіо, Луїс Олясо, Мануель Оліварес, Хосеп Самітьєр, Хайме Ласкано | Роберт Ферт                   | 18         | 13         | 2          | 3          | 28         | 49         | 17         | +32        |                      |
| 1933–1934                                                              | «Атлетік»          | 3     | воротарі — Грегоріо Бласко, Хосе Іспісуа; захисники — Хосе Мугерса, Хосе Кастельянос, Хуан Уркісу, Луїс Сабала, Хав'єр Моронаті; півзахисники — Леонардо Сілауррен, Роберто Ечебаррія, Херардо Більбао, Хуан Гарісурієта, Хосе Кареага; нападники — Бата, Ігнасіо Агірресебала, Хосе Ірарагоррі, Лафуенте, Гільєрмо Горостіса, Луїс Урібе                                                                                 | Патрісіо Кайседо              | 18         | 11         | 2          | 5          | 24         | 61         | 27         | +34        |                      |
| 1934–1935                                                              | «Бетіс»            | 1     | воротарі — Хоакін Уркіага, Хосе Еспіноса; захисники — Серафін Аедо, Перал, Педро Аресо; півзахисники — Сімон Лекуе, Франсиско Гомес, Хосе Рансель; нападники — Адольфо Мартін, Руфіно Ларріноа, Саро, Вікторіо Унамуно, Тімімі, Хосе Кабальєро, Хосе Валєра | Патрік О'Коннелл              | 22         | 15         | 4          | 3          | 34         | 43         | 19         | +24        |                      |
| 1935–1936                                                              | «Атлетік»          | 4     | воротарі — Грегоріо Бласко, Хосе Іспісуа; захисники — Анхель Субієта, Ісаак Осеха, Луїс Сабала, Хосе Мугерса, Урбано Руїс, Мартін Кальво, Хуан Мієса, Хав'єр Моронаті, Луїс Гомес; півзахисники — Херардо Більбао, Роберто Ечебаррія, Хосе Караега, Мануель Юрребасо, Ісідоро Урра, Еміліо Ігуаран; нападники — Бата, Франсіско Гарате, Ерменехільдо Елісес, Гільєрмо Горостіса, Хосе Ірарагоррі, Мануель Ечебаррія, Доро | Хосе Олабаррія Вільям Гарбатт | 22         | 14         | 3          | 5          | 31         | 59         | 33         | +26        |                      |
| З 1937 по 1939 змагання припинилися через громадянську війну в Іспанії |                    |       | |                               |            |            |            |            |            |            |            |            |                      |

- 1929/30 — «Атлетік» (Більбао) став першим іспанським клубом, який в одному сезоні здобув перемоги у чемпіонаті і кубку країни.
- 1929/30 — чемпіон забив 63 м'ячі у 18 іграх (в середньому 3,50 гола за матч).
- 1929/30 — різниця забитих і пропущених м'ячів у переможців склала 35 пунктів (63—28)

- 1930/31 — три команди набрали однакову кількість очок: «Атлетік» (Більбао), «Расінг» (Сантандер), «Реал Сосьєдад» — по 22. За додатковими показниками чемпіоном стала команда з Більбао.
- 1930/31 — чемпіон забив 73 м'ячі у 18 іграх (в середньому 4,06 гола за матч).
- 1930/31 — різниця забитих і пропущених м'ячів у переможців склала 40 пунктів (73—33)

- 1931/32 — за весь турнір «Мадрид» не зазнав жодної поразки.
- 1931/32 — столична команда стала першою, яка пропустила менше одного гола за матч: 15 у 18 іграх (в середньому — 0,83).

«Барселона» (1928/29)
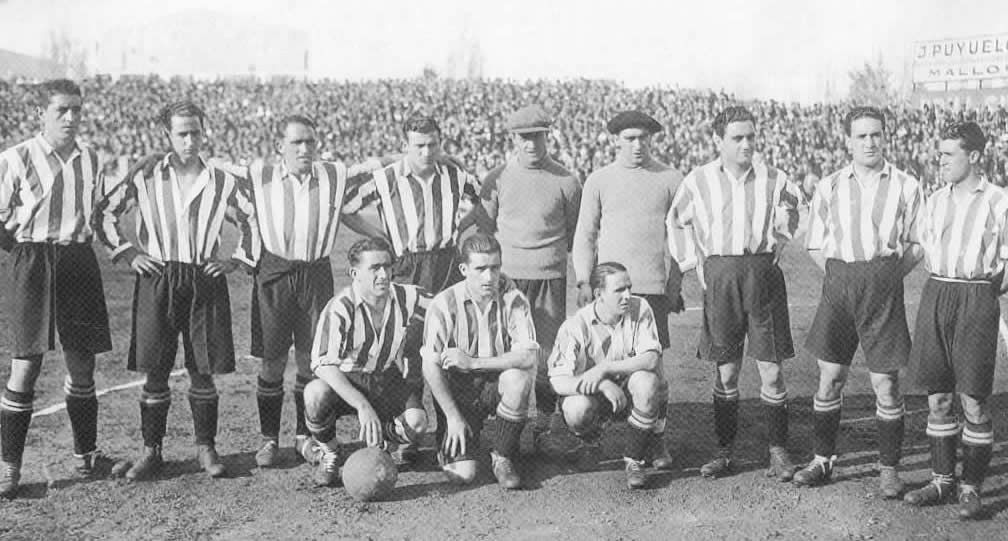
«Атлетік» (1930/31)

## 1940—1950
| Сезон     | Переможець турніру   | Титул | Склад | Тренер                         | Статистика | Статистика | Статистика | Статистика | Статистика | Статистика | Статистика | Статистика | Інші виграні турніри               |
| Сезон     | Переможець турніру   | Титул | Склад | Тренер                         | М          | В          | Н          | П          | О          | З          | Пр         | Р          | Інші виграні турніри               |
| --------- | -------------------- | ----- | --- | ------------------------------ | ---------- | ---------- | ---------- | ---------- | ---------- | ---------- | ---------- | ---------- | ---------------------------------- |
| 1939–1940 | «Атлетіко Авіасьйон» | 1     | воротарі — Фернандо Табалес, Гільєрмо Родрігес; польові гравці — Альфонсо Апарісіо, Хосе Меса, Сельсо Бланко, Енріке Рубіо, Герман Гомес, Рамон Габілондо, Франсиско Мачін, Хуан Васкес, Хуліо Елісегі, Франсиско Кампос, Луїс Урквірі, Франсиско Аренсібія, Хосе Кобо, Хуан Ескудеро, Алехандро Діас Гарсія, Адольфо Брасеро, Мануель Торрес, Сезаро Бачільлєр, Хосе Рубіо        | Рікардо Самора                 | 22         | 14         | 1          | 7          | 29         | 43         | 29         | +14        |                                    |
| 1940–1941 | «Атлетіко Авіасьйон» | 2     | воротарі — Фернандо Табалес, Хорхе Бенавент, Гільєрмо Родрігес; польові гравці — Альфонсо Апарісіо, Хосе Меса, Франсиско Аренсібія, Герман Гомес, Рамон Габілондо, Франсіско Мачін, Франсиско Кампос, Манін, Пруден, Хуан Васкес, Енріке Рубіо, Хуан Ескудеро, Луїс Урквірі, Рамон Колон, Хосе Кобо                                                                                | Рамон Лафуенте, Рікардо Самора | 22         | 13         | 7          | 2          | 33         | 70         | 36         | +34        | Кубок чемпіонів Іспанії            |
| 1941–1942 | «Валенсія»           | 1     | воротарі — Піо Бау, Ігнасіо Ейсагірре; польові гравці — Хуан Рамон, Альваро Перес, Карлос Ітурраспе, Іносенсіо Бертолі, Леле, Епі, Мундо, Амадео Ібаньєс, Вісенте Асенсі, Гільєрмо Горостіса, Вісенте Сієрра, Онофре Лерма, Сільвестре Ігоа, Вісенте Печуан, Вальдо Ботана, Хуан Мена                                                                                              | Рамон Енсінас                  | 26         | 18         | 4          | 4          | 40         | 85         | 39         | +46        |                                    |
| 1942–1943 | «Атлетік»            | 5     | воротарі — Раймундо Лесама, Хосе Ечебаррія, Мануель Варела, Хосе Ріверо; польові гравці — Хуан Мієса, Сальвадор Аркета, Роберто Бертоль, Хосе Панісо, Антоніо Ортіс, Ісідоро Урра, Рафаель Іріондо, Агустін Гайнса, Франсиско Гарате, Тельмо Сарра, Нандо, Іхініо Ортусар, Хосе Дуке, Ермендехільдо Елісес, Лоренсо Альбісуа, Франсіско Селая, Хосе Більбао, Мануель Віяр          | Хуан Уркісу                    | 26         | 16         | 4          | 6          | 36         | 73         | 38         | +35        | Кубок Генералісимуса               |
| 1943–1944 | «Валенсія»           | 2     | воротар — Ігнасіо Ейсагірре; польові гравці — Хуан Рамон, Альваро Перес, Іхініо Ортусар, Сімон Лекує, Карлос Ітурраспе, Мундо, Епі, Гільєрмо Горостіса, Вісенте Асенсі, Вісенте Ернандес, Амадео Ібаньєс, Сальвадор Монсо, Леле, Сільвестре Ігоа, Вісенте Гіральдос, Кастор Ельсо, Вісенте Печуан, Хуан Мена                                                                       | Едуардо Кубельс                | 26         | 18         | 4          | 4          | 40         | 73         | 32         | +41        |                                    |
| 1944–1945 | «Барселона»          | 2     | воротарі — Хуан Веласко, Кіке Мартін; польові гравці — Гонсальво II, Хайме Еліас, Курта, Хуан Санс, Хосе Райч, Гонсальво III, Хосе Ескола, Сезар Родрігес, Хосе Браво, Хосе Вальє, Маріано Мартін, Хайме Соспедра, Франсиско Кальве, Беніто Гарсія, Сесар Руедо, Басіліо, Кало, Хосе Ріба, Рамон Сабало, Вісенте Сієрра, Хосе Сегер                                                | Хосеп Самітьєр                 | 26         | 17         | 5          | 4          | 39         | 50         | 30         | +20        |                                    |
| 1945–1946 | «Севілья»            | 1     | воротар — Хосе Бусто; польові гравці — Хоакін Хіменес, Дієго Віллалонга, Педро Альконеро, Педро Егілус, Хосе Еррера, Фелікс Гарсія, Хосе Кампос, Хуан Арса, Хосе Лопес, Хуан Араухо, Франсіско Антунес, Мігель Бельмонте, Кампаналь I, Овідіо Ройч, Хуан Аседо, Лукас, Клементо Герреро, Маріано Боначе, Гонсало Ітурбе, Фернандо Гілламон                                         | Рамон Енсінас                  | 26         | 14         | 8          | 4          | 36         | 53         | 37         | +16        |                                    |
| 1946–1947 | «Валенсія»           | 3     | воротар — Ігнасіо Ейсагірре; польові гравці — Альваро Перес, Сальвадор Монсо, Хуан Рамон, Сільвестре Ігоа, Іхініо Ортусар, Вісенте Морера, Амадео Ібаньєс, Епі, Вісенте Асенсі, Вісенте Гіральдос, Мундо, Каєтано Менаргес, Луїс Діас, Вісенте Сегі, Хуан Мена, Антоніо Пучадес, Бернабе Саенс, Хав'єр Рубіо                                                                       | Луїс Пасарін                   | 26         | 16         | 2          | 8          | 34         | 54         | 34         | +20        |                                    |
| 1947–1948 | «Барселона»          | 3     | воротар — Хуан Веласко; польові гравці — Курта, Хайме Еліас, Франсиско Кальве, Гонсальво II, Хосе Сегер, Гонсальво III, Естаніслао Басора, Сезар Родрігес, Мануель Баденес, Альфансо Наварро, Хосе Вальє, Вісенте Коліно, Флоренсіо Каффаратті, Хуан Санс, Хосе Канал, Періче, Хосе Ескола, Хосе Браво, Лусідіо Да Сілва, Антоніо Ногера, Франсиско Аморос, Сесар Руеда            | Енріке Фернандес               | 26         | 15         | 7          | 4          | 37         | 65         | 31         | +34        |                                    |
| 1948–1949 | «Барселона»          | 4     | воротарі — Хуан Веласко, Антоні Рамальєтс; польові гравці — Курта, Хосе Сегер, Франсиско Кальве, Гонсальво II, Хайме Еліас, Гонсальво III, Сальвадор Сагрера, Естаніслао Басора, Сезар Родрігес, Матеу Ніколау, Кало, Флоренсіо Каффаратті, Альфонсо Наварро, Маркос Ауреліо, Хосе Канал, Антоніо Негера, Мануель Серверо, Хосе Серратусел, Франсиско Віргос, Мігель Торра         | Енріке Фернандес               | 26         | 16         | 5          | 5          | 37         | 66         | 36         | +30        | Кубок Еви Дуарте, Латинський кубок |
| 1949–1950 | «Атлетіко Мадрид»    | 3     | воротарі — Марсель Домінго, Альберто Перес Сабала, Хосе Сес; польові гравці — Хуан Менсіа, Рафаель Мухіка, Дієго Лосано, Хосе Рієра, Генрі Карлссон, Ларбі Бен Барек, Альфонсо Сільва, Мануель Фаріас, Хосеп Хункоса, Адріан Ескудеро, Тінте, Альфонсо Апарісіо, Хосе Ернандес Гонсалес, Кальсіта, Мігель Гонсалес, Хуліан Куенка, Антоніо Дуран, Ернесто Кандіа, Сальвадор Еструч | Еленіо Еррера                  | 26         | 15         | 3          | 8          | 33         | 71         | 51         | +20        |                                    |

- 1941/42 — «Валенсія» забила 85 м'ячів у 26 іграх; стала кращою за результативністю і різницею забитих та пропущених м'ячів в одному сезоні (+46).

## 1951—1960
| Сезон     | Переможець турніру | Титул | Склад | Тренер                           | Статистика | Статистика | Статистика | Статистика | Статистика | Статистика | Статистика | Статистика | Інші виграні турніри                           |
| Сезон     | Переможець турніру | Титул | Склад | Тренер                           | М          | В          | Н          | П          | О          | З          | Пр         | Р          | Інші виграні турніри                           |
| --------- | ------------------ | ----- | --- | -------------------------------- | ---------- | ---------- | ---------- | ---------- | ---------- | ---------- | ---------- | ---------- | ---------------------------------------------- |
| 1950–1951 | «Атлетіко Мадрид»  | 4     | воротарі — Марсель Домінго, Вісенте Даудер; польові гравці — Тінте, Дієго Лосано, Рафель Мухіка, Генрі Карлссон, Альфонсо Сільва, Хосе Ернандес Гонсалес, Адріан Ескудеро, Хосе Перес Пайя, Хосеп Хункоса, Альфонсо Апарісіо, Хосе Рієра, Сальвадор Еструч, Хуан Менсіа, Педро Маскаро, Мануель Фаріас, Антоніо Дуран, Ніказіо Піо, Рамон Кобо, Поло, Мігель Гонсалес                         | Еленіо Еррера                    | 30         | 17         | 6          | 7          | 40         | 87         | 50         | +27        |                                                |
| 1951–1952 | «Барселона»        | 5     | воротарі — Антоні Рамальєтс, Хуан Веласко; польові гравці — Густаво Біоска, Хосе Сегер, Хосе Мартін, Гонсалво III, Еміліо Альдекоа, Андреас Бош, Естаніслао Басора, Сезар Родрігес, Едуардо Манчон, Ладислав Кубала, Хорді Віла, Хоан Сегарра, Франсіско Кальве, Матеу Ніколау, Ніколас Шегеді, Луїс Алой, Хайме Ескудерро, Мігель Торра, Морено, Хоакін Техедор, Хоакін Брухе, Мігель Феррер | Фердинанд Даучик                 | 30         | 19         | 5          | 6          | 43         | 92         | 43         | +49        | Кубок Генералісимуса, Латинський кубок         |
| 1952–1953 | «Барселона»        | 6     | воротарі — Антоні Рамальєтс, Хуан Веласко; польові гравці — Густаво Біоска, Хосе Сегер, Хоан Сегарра, Андреас Бош, Морено, Ісідро Флотатс, Естаніслао Басора, Сезар Родрігес, Едуардо Манчон, Ладислав Кубала, Хосе Мартін, Їржи Ганке, Гонсалво III, Хорді Віла, Педро Калдентей, Хоакін Брухе, Сіхфрідо Грасіа, Еміліо Альдекоа, Франсіско Марістани                                        | Фердинанд Даучик                 | 30         | 19         | 4          | 7          | 42         | 82         | 43         | +39        | Кубок Генералісимуса, Кубок Еви Дуарте         |
| 1953–1954 | «Реал Мадрид»      | 3     | воротарі — Мануель Пасос, Хуан Алонсо; польові гравці — Хоакін Наварро, Хоакін Оліва, Лесмес II, Хосе Саррага, Мігель Муньйос, Луїс Моловни, Роке Ольсен, Альфредо Ді Стефано, Хосе Іглесіас, Франсиско Хенто, Адольфо Атієнса, Хосе Бесерріл, Хосе Перес Пайя, Серхіо Родрігес Вієра, Енріке Матеос, Хуан Васкес, Ауреліо Кампа, Габріель Алонсо, Хуліо Брітос                               | Енріке Фернандес                 | 30         | 17         | 6          | 7          | 40         | 72         | 41         | +31        |                                                |
| 1954–1955 | «Реал Мадрид»      | 4     | воротарі — Хуан Алонсо, Хуаніто; польові гравці — Маркітос, Лесмес II, Хоакін Наварро, Атіенса II, Мігель Муньйос, Хосе Саррага, Луїс Моловни, Альфредо Ді Стефано, Ектор Ріал, Франсиско Хенто, Хосе Перес Пайя, Хосе Іглесіас, Роке Олсен, Хоакін Оліва, Маріо Дуран, Адольфо Атієнса, Ауреліо Кампа, Енріке Матеос                                                                         | Енріке Фернандес Хосе Вільялонга | 30         | 20         | 6          | 4          | 46         | 80         | 31         | +49        | Латинський кубок                               |
| 1955–1956 | «Атлетік»          | 6     | воротарі — Кармело Седрун, Леандро Ірарагоррі; польові гравці — Хосе Оруе, Каніто, Хесус Гарай, Хосе Марія Магурегі, Фелікс Маркайда, Маурі, Ігнасіо Урібе, Енеко Аріета, Хосе Артече, Агустін Гайнса, Федеріко Більбао, Мануель Етура, Армандо Меродіо, Арета I, Раймундо Лесама, Ігнасіо Аскарате, Ігнасіо Ісагірре                                                                         | Фердинанд Даучик                 | 30         | 22         | 4          | 4          | 48         | 79         | 31         | +48        | Кубок Генералісимуса                           |
| 1956–1957 | «Реал Мадрид»      | 5     | воротарі — Хуан Алонсо, Хав'єр Берасалусе; польові гравці — Атіенса II, Лесмес II, Маркітос, Хосе Саррага, Раймон Копа, Хуан Сантістебан, Альфредо Ді Стефано, Франсиско Хенто, Хосеїто, Енріке Матеос, Рамон Марсаль, Мігель Муньйос, Хоакін Оліва, Хосе Бессеріл, Ектор Ріал, Роке Ольсен, Педро Касадо, Хоакін Наварро, Антоніо Руїс                                                       | Хосе Вільялонга                  | 30         | 20         | 4          | 6          | 44         | 74         | 35         | +39        | Кубок європейських чемпіонів, Латинський кубок |
| 1957–1958 | «Реал Мадрид»      | 6     | воротарі — Рохеліо Домінгес, Хуан Алонсо, Хав'єр Барасалусе; польові гравці — Хосе Сантамарія, Атіенса II, Лесмес II, Хосе Саррага, Раймон Копа, Хуан Сантістебан, Альфредо Ді Стефано, Франсиско Хенто, Ектор Ріал, Рамон Марсаль, Маркітос, Енріке Матеос, Хосеїто, Мігель Муньйос, Хосе Антоніо Фернандес, Антоніо Руїс Сервілла, Ісідро Брунет, Хесус Переда, Хосе Бесерріл               | Луїс Карнілья                    | 30         | 20         | 5          | 5          | 45         | 71         | 26         | +45        | Кубок європейських чемпіонів                   |
| 1958–1959 | «Барселона»        | 7     | воротарі — Антоні Рамальєтс, Педро Естремс Наварра; польові гравці — Жоан Сегарра, Сігфрід Грасія, Ферран Олівелья, Родрі, Луїс Суарес, Хусто Техада, Еверісто де Маседо, Золтан Цибор, Ладислав Кубала, Еулохіо Мартінес, Енрік Женсана, Енріке Рібельлєс, Марті Верхес, Луїс Коль, Франсеск Ларрас, Ісідро Флотатс, Шандор Кочиш, Рамон Вільяверде, Хоакін Бруге, Ермес Гонсалес            | Еленіо Еррера                    | 30         | 24         | 3          | 3          | 51         | 96         | 26         | +70        | Кубок Генералісимуса                           |
| 1959–1960 | «Барселона»        | 8     | воротарі — Антоні Рамальєтс, Карлос Медрано, Хуан Седран; польові гравці — Хоан Сегарра, Сігфрід Гарсія, Родрі, Енрік Генсана, Ферран Олівелья, Луїс Суарес, Марті Вергес, Еулохіо Мартінес, Еверісто де Маседо, Рамон Вільяверде, Хусто Техада, Ладислав Кубала, Луїс Коль, Золтан Цибор, Шандор Кочиш, Хосе Пінто Росас, Ісідро Флотатс, Андрес Парада, Хоакін Бруге, Льоренс Ріфе          | Еленіо Еррера, Енрік Рабасса     | 30         | 22         | 2          | 6          | 46         | 86         | 28         | +58        | Кубок ярмарків                                 |

- 1951/52 — «Барселона» забила 92 м'ячі у 30 іграх; стала кращою за результативністю і різницею забитих та пропущених м'ячів в одному сезоні (+49).
- 1958/59 — «Барселона» забила 96 м'ячів у 30 іграх; стала кращою за результативністю і різницею забитих та пропущених м'ячів в одному сезоні (+70).

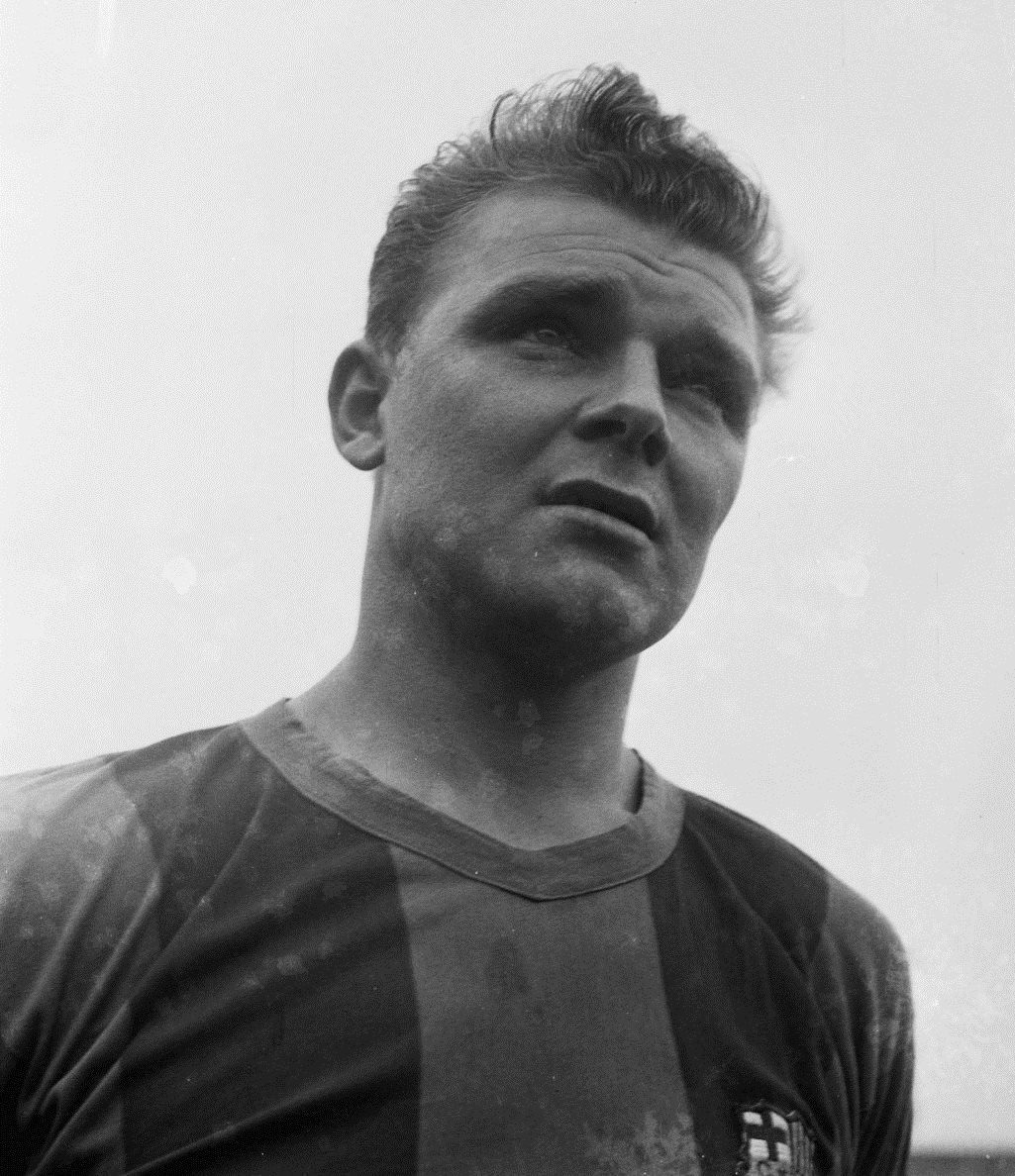
Центрфорвард «Барселони» Кубала
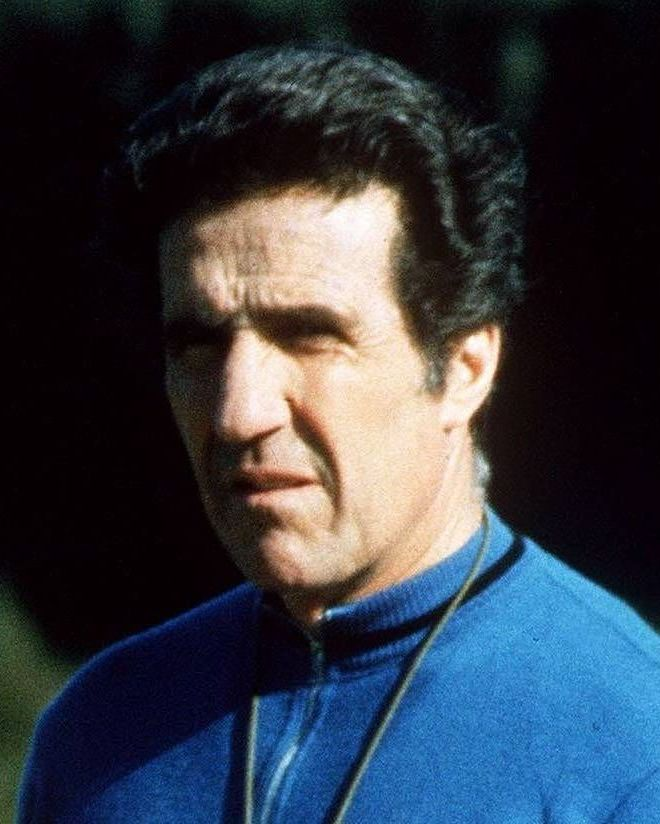
Тренер «Атлетіко» і «Барселони» Еррера
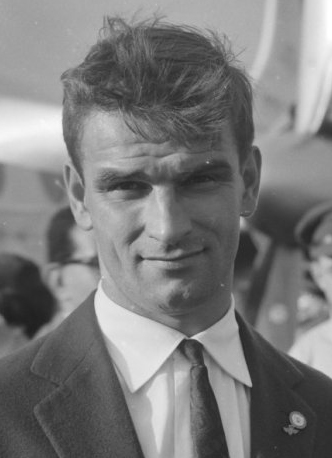
Нападник «Барселони» Кочиш

## 1961—1970
| Сезон     | Переможець турніру | Титул | Склад | Тренер           | Статистика | Статистика | Статистика | Статистика | Статистика | Статистика | Статистика | Статистика | Інші виграні турніри     |
| Сезон     | Переможець турніру | Титул | Склад | Тренер           | М          | В          | Н          | П          | О          | З          | Пр         | Р          | Інші виграні турніри     |
| --------- | ------------------ | ----- | --- | ---------------- | ---------- | ---------- | ---------- | ---------- | ---------- | ---------- | ---------- | ---------- | ------------------------ |
| 1960–1961 | «Реал Мадрид»      | 7     | воротар — Хосе Вісенте Траїн; захисники — Педро Касадо, Маркітос, Міче, Пачін, Хосе Сантамарія; півзахисники — Луїс Дель Соль, Хосе Марія Відаль, Канаріо, Антоніо Руїс, Ектор Ріал, Хуан Сантістебан, Хосе Марія Саррага; нападники — Франсиско Хенто, Ференц Пушкаш, Альфредо Ді Стефано, Мануель Буено, Агне Сімонссон, Енріке Матеос, Пепільйо                                                                   | Мігель Муньйос   | 30         | 24         | 4          | 2          | 52         | 89         | 25         | +64        | Міжконтинентальний кубок |
| 1961–1962 | «Реал Мадрид»      | 8     | воротарі — Хосе Аракістайн, Хосе Вісенте Траїн, Рохеліо Домінгес; захисники — Ісідро Санчес, Пачін, Хосе Сантамарія, Вісенте Мієра, Педро Касадо, Маркітос; півзахисники — Луїс Дель Соль, Фелікс Руїс, Антоніо Руїс, Хосе Марія Відаль, Фело, Канаріо, Хосе Марія Саррага; нападники — Франсиско Хенто, Ференц Пушкаш, Альфредо Ді Стефано, Хусто Техада, Пепільйо, Мануель Буено, Хенто III                        | Мігель Муньйос   | 30         | 19         | 5          | 6          | 43         | 58         | 24         | +34        | Кубок Генералісимуса     |
| 1962–1963 | «Реал Мадрид»      | 9     | воротарі — Хосе Вісенте Траїн, Хосе Аракістайн; захисники — Ісідро Санчес, Хосе Сантамарія, Пачін, Педро Касадо, Ігнасіо Соко; півзахисники — Люсьєн Мюллер, Фелікс Руїс, Фело; нападники — Ференц Пушкаш, Франсиско Хенто, Альфредо Ді Стефано, Амаро Амансіо, Хусто Техада, Янко Даучик, Еварісто де Маседо, Мануель Буено                                                                                         | Мігель Муньйос   | 30         | 23         | 3          | 4          | 49         | 83         | 33         | +50        |                          |
| 1963–1964 | «Реал Мадрид»      | 10    | воротарі — Хосе Вісенте Траїн, Хосе Аракістайн, Антоніо Бетанкорт; захисники — Ісідро Санчес, Ігнасіо Соко, Хосе Сантамарія, Пачін, Педро Касадо, Вісенте Мієра; півзахисники — Люсьєн Мюллер, Фелікс Руїс, Фело, Хуан Сантістебан, Піпі Суарес; нападники — Ференц Пушкаш, Франсиско Хенто, Альфредо Ді Стефано, Амаро Амансіо, Еварісто де Маседо, Фернандо Серена, Мануель Буено                                  | Мігель Муньйос   | 30         | 22         | 2          | 6          | 46         | 61         | 23         | +38        |                          |
| 1964–1965 | «Реал Мадрид»      | 11    | воротарі — Антоніо Бетанкорт, Хосе Аракістайн; захисники — Вісенте Мієра, Ігнасіо Соко, Хосе Сантамарія, Пачін, Мануель Санчіс, Педро де Феліпе, Ісідро Санчес; півзахисники — Люсьєн Мюллер, Рамон Гроссо, Фелікс Руїс, Фело, Піпі Суарес, Сантос Бедойя; нападники — Ференц Пушкаш, Франсиско Хенто, Амаро Амансіо, Фернандо Серена, Мануель Буено, Еміліо Морольйон                                               | Мігель Муньйос   | 30         | 21         | 5          | 4          | 47         | 64         | 18         | +46        |                          |
| 1965–1966 | «Атлетіко Мадрид»  | 5     | воротарі — Едгардо Мадінабейтія, Роберто Родрігес Агірре; польові гравці — Хорхе Гріффа, Фелісіано Ревілья, Хесус Мартінес Хайо, Аделардо Родрігес, Луїс Арагонес, Хесус Гларія, Мануель Руїс, Хосе Уфарте, Жозе Мендонса, Енріке Колльяр, Коло, Ісасіо Калеха, Мігель Хонес, Франсиско Гарсія Герпе, Віктор Дієс, Алехандро Фретес, Хосе Кардона                                                                    | Доменек Балманья | 30         | 18         | 8          | 4          | 44         | 54         | 20         | +34        |                          |
| 1966–1967 | «Реал Мадрид»      | 12    | воротарі — Антоніо Бетанкорт, Хосе Аракістайн; захисники — Ігнасіо Соко, Педро де Феліпе, Мануель Санчіс, Антоніо Кальпе, Пачін, Фернандо Сунсунегі, Вісенте Мієра; півзахисники — Піррі, Мануель Веласкес, Фелікс Руїс, Чато Гонсалес, Хуан Ігнасіо Родрігес; нападники — Амансіо Амаро, Рамон Гроссо, Франсиско Хенто, Хосе Велозо, Фернандо Серена, Мануель Буено, Фернанд Гойвар                                 | Мігель Муньйос   | 30         | 19         | 9          | 2          | 47         | 58         | 22         | +36        |                          |
| 1967–1968 | «Реал Мадрид»      | 13    | воротарі — Андрес Хункера, Антоніо Бетанкорт; захисники — Ігнасіо Соко, Мануель Санчіс, Фернандо Сунсунегі, Антоніо Кальпе, Хосе Луїс Лопес, Педро де Феліпе, Вісенте Мієра, Пачін; півзахисники — Піррі, Мануель Веласкес, Чато Гонсалес, Фелікс Руїс; нападники — Амансіо Амаро, Рамон Гроссо, Франсиско Хенто, Мігель Анхель Перес, Фернандо Серена, Хосе Велозо, Мануель Буено, Рафаель де Дієго, Антоніо Існата | Мігель Муньйос   | 30         | 16         | 10         | 4          | 42         | 55         | 26         | +29        |                          |
| 1968–1969 | «Реал Мадрид»      | 14    | воротар — Антоніо Бетанкорт; захисники — Педро де Феліпе, Мануель Санчіс, Антоніо Кальпе, Ігнасіо Соко, Фернандо Сунсунегі, Паскуаль Бабілоні, Вісенте Мієра; півзахисники — Хосе Луїс Лопес, Мануель Веласкес, Піррі, Тоні Гранде, Відаль II; нападники — Амансіо Амаро, Франсиско Хенто, Рамон Гроссо, Мігель Анхель Перес, Мануель Буено, Хосе Велозо                                                             | Мігель Муньйос   | 30         | 18         | 11         | 1          | 47         | 46         | 21         | +25        |                          |
| 1969–1970 | «Атлетіко Мадрид»  | 6     | воротарі — Роберто Родрігес Агірре, Хесус Субіаррайн; польові гравці — Франсиско Мело, Ісасіо Калеха, Еусебіо Бехерано, Хесус Мартінес Хайо, Луїс Арагонес, Альберто Фернандес, Аделардо Родрігес, Хосе Гарате, Хосе Уфарте, Хуан Антоніо Лопес, Хав'єр Ірурета, Ігнасіо Сальседо, Хуліо Іглесіас Сантамарія, Іселін Овехеро, Кіке Ернандес, Хуліо Ороско                                                            | Марсель Домінго  | 30         | 18         | 6          | 6          | 42         | 53         | 22         | +31        |                          |

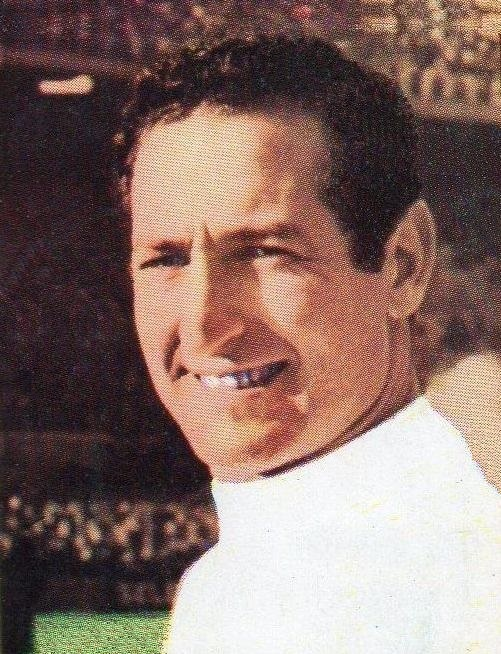
Гравець «Реала» Хенто
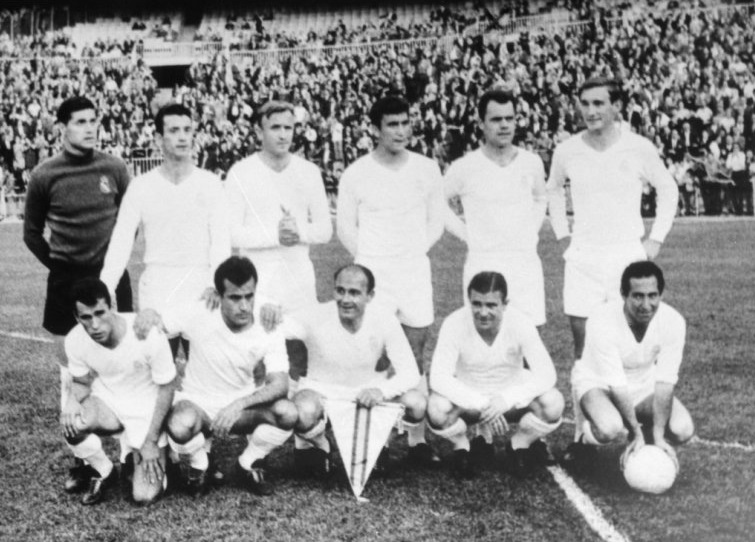
«Реал Мадрид» (1964)
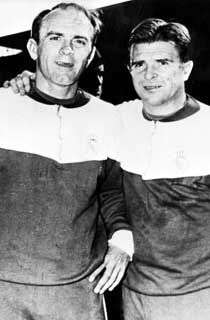
Гравці «Реала» Ді Стефано і Пушкаш

## 1971—1980
| Сезон     | Переможець турніру | Титул | Склад | Тренер                     | Статистика | Статистика | Статистика | Статистика | Статистика | Статистика | Статистика | Статистика | Інші виграні турніри |
| Сезон     | Переможець турніру | Титул | Склад | Тренер                     | М          | В          | Н          | П          | О          | З          | Пр         | Р          | Інші виграні турніри |
| --------- | ------------------ | ----- | --- | -------------------------- | ---------- | ---------- | ---------- | ---------- | ---------- | ---------- | ---------- | ---------- | -------------------- |
| 1970–1971 | «Валенсія»         | 4     | воротар — Анхель Абелардо Гонсалес; польові гравці — Хуан Крус Соль, Хуліан Анібал Перес, Антоніо Мануель Марітнес, Татоно, Хосе Кларамунт, Пакіто, Серхіо Мансанера, Хосе Формент, Карлос Пеллісер, Оскар Вальдес, Кота, Кларамунт II, Полі, Хесус Марітнес Ріваданейра, Франсиско Відагани, Хосе Песудо, Фернандо Ансола, Хосе Фуертес, Фернандо Баррачіна, Габріель Уріарте, Хара, Хосе Небот                                                                     | Альфредо Ді Стефано        | 34         | 18         | 7          | 5          | 43         | 41         | 19         | +22        |                      |
| 1971–1972 | «Реал Мадрид»      | 15    | воротарі — Маріано Гарсія Ремон, Мігель Анхель Гонсалес; польові гравці — Хуан Вердуго, Ігнасіо Соко, Хуан Тоуріньйо, Грегоріо Беніто, Мануель Веласкес Вільяверде, Піррі, Сантільяна, Рамон Гроссо, Франсиско Агілар, Амансіо Амаро, Хосе Антоніо Гранде, Едуардо Ансарда, Педро де Філіпе, Рафаель Мараньйон, Педро Коррал, Антоніо Гонсалес, Себастіан Флейтас, Фернандо Сунсунегі, Фернандо Ортуньйо                                                             | Мігель Муньйос             | 34         | 19         | 9          | 6          | 47         | 51         | 27         | +24        |                      |
| 1972–1973 | «Атлетіко Мадрид»  | 7     | воротарі — Роберто Родрігес Агірре, Хосе Пачеко; польові гравці — Іселін Овехеро, Хосе Луїс Капон, Кіке Ернандес, Аделардо Родрігес, Луїс Арагонес, Хав'єр Ірурета, Домінго Банегас, Еральдо Бесера, Хосе Гарате, Хосе Уфарте, Ігнасіо Сальседо, Франсиско Мело, Хуліо Іглесіас Сантамарія, Хесус Субіаррайн, Хесус Мартінес Хайо, Еусебіо Бехарано, Еухеніо Леаль, Патако, Хуліо Ороско                                                                             | Максиміліан Меркель        | 34         | 20         | 8          | 6          | 48         | 49         | 29         | +20        |                      |
| 1973–1974 | «Барселона»        | 9     | воротарі — Сальвадор Садурні, Пере Мора; польові гравці — Антоніо де ла Крус, Хоакім Ріфе, Антоні Торрес, Хуан Асенсі, Хуан Карлос, Марсіал Піна, Кіке Костас, Уго Сотіль, Карлес Решак, Йоган Кройф, Франсіско Гальєхо, Хуан Діас Санчес, Мануель Томе, Бернардо Кос, Хорхе Карреньо, Хосе Барріос, Мігель Бернардо Б'янкетті, Хосе Ларедо, Хосеп Марія Перес, Марті Філосія                                                                                        | Рінус Міхелс               | 34         | 21         | 8          | 5          | 50         | 75         | 24         | +51        |                      |
| 1974–1975 | «Реал Мадрид»      | 16    | воротарі — Мігель Анхель Гонсалес, Маріано Гарсія Ремон; польові гравці — Антоніо Камачо, Грегоріо Беніто, Беніто Рубіньян, Хуан Тоуріньйо, Пауль Брайтнер, Вісенте дель Боске, Піррі, Сантільяна, Гюнтер Нетцер, Роберто Хуан Мартінес, Амансіо Амаро, Франсиско Агілар, Мануель Веласкес Вілльяверде, Рамон Гроссо, Андрес Хункера, Хосе Маканас, Хосе Луїс Лопес, Альберто Віторія, Хуан Моргадо, Хосе Ередія, Франсиско Урія                                     | Милян Милянич              | 34         | 20         | 10         | 4          | 50         | 66         | 34         | +32        | Кубок Генералісимуса |
| 1975–1976 | «Реал Мадрид»      | 17    | воротарі — Мігель Анхель Гонсалес, Маріано Гарсія Ремон; польові гравці — Хуан Крус Соль, Антоніо Камачо, Грегоріо Беніто, Франсиско Урія, Піррі, Вісенте дель Боске, Пауль Брайтнер, Сантільяна, Гюнтер Нетцер, Роберто Хуан Мартінес, Амансіо Амаро, Мануель Веласкес Вілльяверде, Карлос Гуеріні, Альберто Віторія, Беніто Рубіньян, Хосе Пейнадо, Хоче Санчес Баррія, Хосе Маканас, Франсиско Агілар, Андрес Понсе, Хуан Тоуріньйо, Рамон Гроссо, Андрес Хункера | Милян Милянич              | 34         | 20         | 8          | 6          | 48         | 54         | 26         | +28        |                      |
| 1976–1977 | «Атлетіко Мадрид»  | 8     | воротарі — Мігель Рейна, Хосе Пачеко; польові гравці — Луїш Перейра, Хосе Луїс Капон, Марселіно Перес, Еусебіо Бехарано, Еугеніо Леаль, Альберто Фернандес, Робі, Рубен Айяла, Рубен Кано, Лейвінья, Франсиско Бермехо, Франсиско Агілар, Домінго Бенегас, Рамон Ередіа, Маріано Тірапу, Панадеро, Ігнасіо Сальседо, Еральдо Басера, Хуан Сієрра | Луїс Арагонес              | 34         | 19         | 8          | 7          | 46         | 62         | 33         | +29        |                      |
| 1977–1978 | «Реал Мадрид»      | 18    | воротарі — Мігель Анхель Суарес, Маріано Гарсія Ремон, Амадор Лоренсо; польові гравці — Хуан Крус Соль, Ісідоро Сан Хосе, Енріке Вольфф, Грегоріо Беніто, Улі Штіліке, Піррі, Вісенте дель Боске, Сантільяна, Хуан Гомес Гонсалес, Хеннінг Єнсен, Карлос Гуеріні, Роберто Хуан Марітнес, Ісідро Діас, Антініо Камачо, Альберто Віторія, Андрес Сабідо, Франсиско Агілар, Хосе Маканас                                                                                | Луїс Моловни Милян Милянич | 34         | 22         | 3          | 9          | 47         | 77         | 40         | +37        |                      |
| 1978–1979 | «Реал Мадрид»      | 19    | воротарі — Маріано Гарсія Ремон, Мігель Анхель Суарес, Хав'єр Мате; польові гравці — Хуан Крус Соль, Ісідоро Сан Хосе, Енріке Вольфф, Грегоріо Беніто, Вісенте дель Боске, Піррі, Ульріх Штіліке, Сантільяна, Хуан Гомес Гонсалес, Хеннінг Єнсен, Франсиско Агілар, Ісідро Діас, Роберто Хуан Марітнес, Карлос Гуеріні, Франсиско Гарсія Ернандес, Андрес Сабідо, Альберто Віторія, Рафаель Гарсія Кортес                                                            | Луїс Моловни               | 34         | 16         | 15         | 3          | 47         | 61         | 36         | +25        |                      |
| 1979–1980 | «Реал Мадрид»      | 20    | воротарі — Маріано Гарсія Ремон, Мігель Анхель Суарес; польові гравці — Антоніо Камачо, Ісідоро Сан Хосе, Грегоріо Беніто, Анхель де лос Сантос, Вісенте дель Боске, Ульріх Штіліке, Піррі, Сантільяна, Хуан Гомес Гонсалес, Лоуренс Каннінгем, Андрес Сабідо, Франсиско Гарсія Ернандес, Іполіто Рінкон, Мігель Анхель Португал, Антоніо Гарсія Навахас, Анхель Перес Гарсія                                                                                        | Вуядин Бошков              | 34         | 22         | 9          | 3          | 53         | 70         | 33         | +37        | Кубок Короля         |

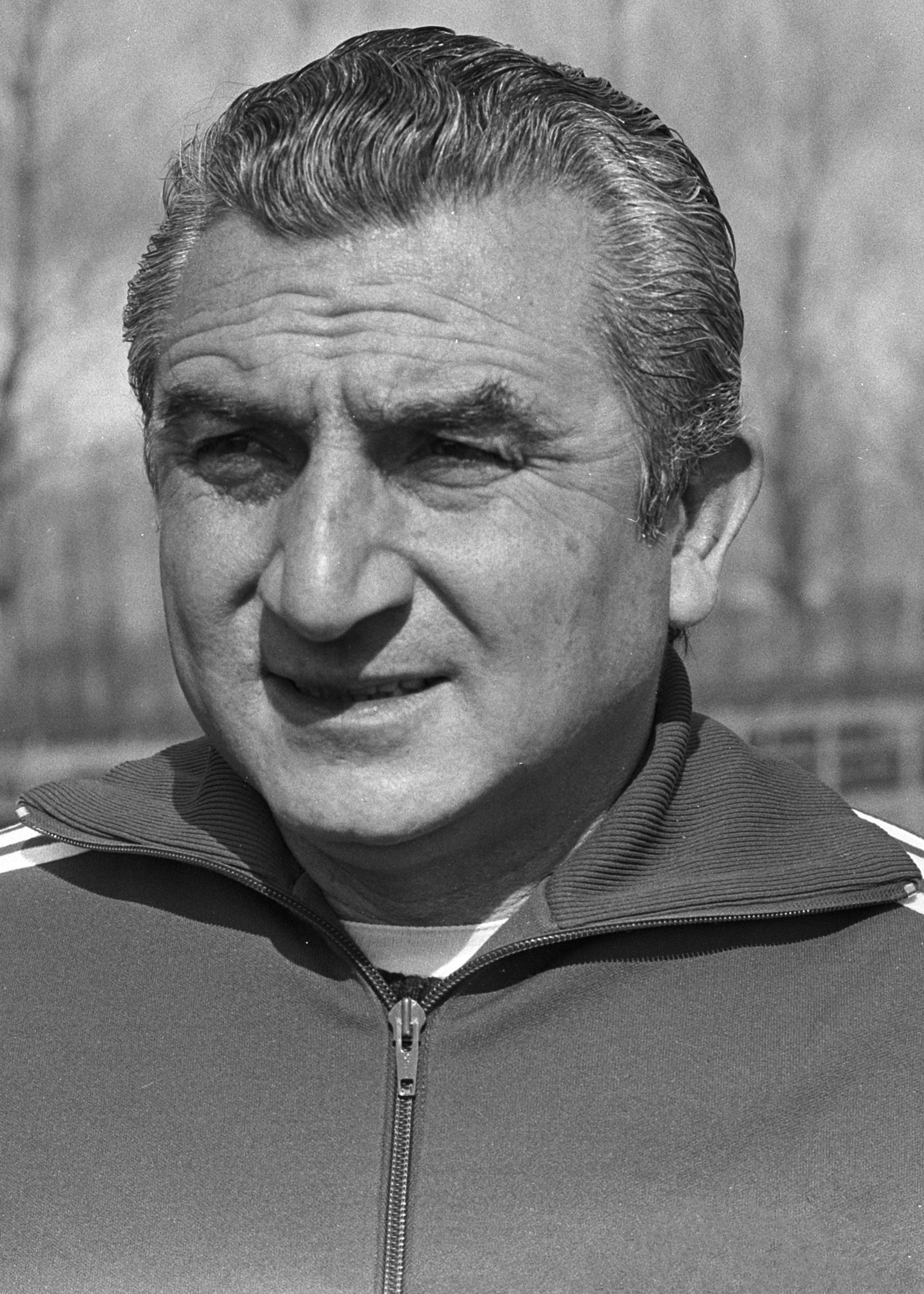
Тренер «Реала» Муньйос
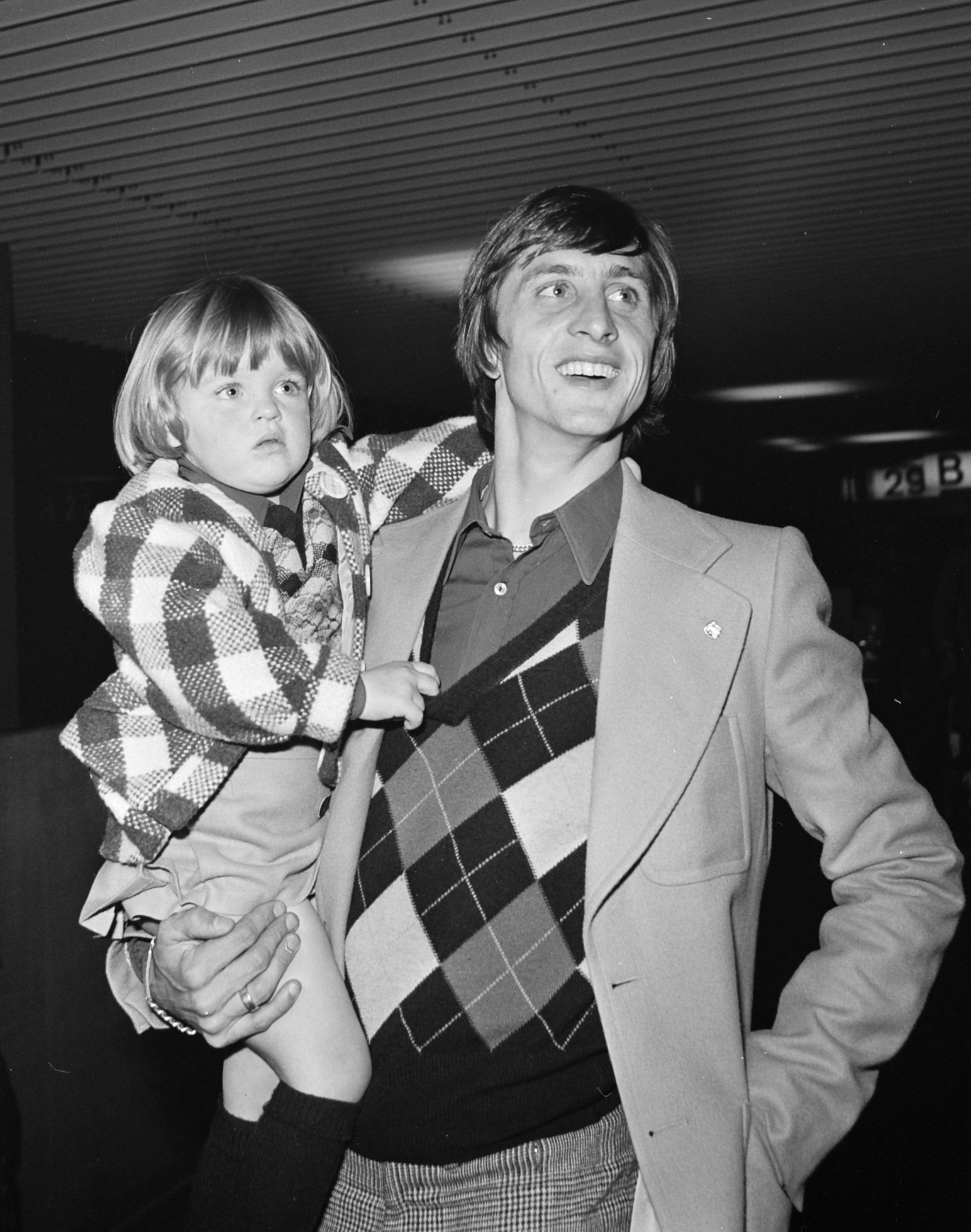
Гравець «Барселони» Кройф зі своєю донькою Шанталь

## 1981—1990
| Сезон     | Переможець турніру | Титул | Склад | Тренер           | Статистика | Статистика | Статистика | Статистика | Статистика | Статистика | Статистика | Статистика | Інші виграні турніри             |
| Сезон     | Переможець турніру | Титул | Склад | Тренер           | М          | В          | Н          | П          | О          | З          | Пр         | Р          | Інші виграні турніри             |
| --------- | ------------------ | ----- | --- | ---------------- | ---------- | ---------- | ---------- | ---------- | ---------- | ---------- | ---------- | ---------- | -------------------------------- |
| 1980–1981 | «Реал Сосьєдад»    | 1     | воротар — Луїс Арконада; польові гравці — Хуліо Олайсола, Хенаро Селаєта, Ігнасіо Кортабаррія, Альберто Горріс, Хесус Самора, Хосе Дієго Альварес, Періко Алонсо, Хесус Сатрустегі, Роберто Лопес Уфарте, Сантьяго Ідігорас, Педро Очоторена, Педро Уральде, Хосе Марія Бакеро, Елісео Мурільйо, Хуан Антоніо Ларраньяга, Агустін Гахате, Гастелу, Хуан Марія Аміано | Альберто Ормачеа | 34         | 19         | 7          | 8          | 45         | 59         | 29         | +30        |                                  |
| 1981–1982 | «Реал Сосьєдад»    | 2     | воротарі — Луїс Арконада; польові гравці — Альберто Горріс, Хуліо Олайсола, Хенаро Селаєта, Ігнасіо Кортабаррія, Хесус Самора, Періко Алонсо, Хосе Дієго Альварес, Хесус Сатрустегі, Роберто Лопес Уфарте, Педро Уральде, Елісео Мурільйо, Хав'єр Субільяга, Сальвадор Іріарте, Педро Очоторена, Томас Орбегосо, Хосе Марія Бакеро, Франсиско Еїсменді | Альберто Ормачеа | 34         | 20         | 7          | 7          | 47         | 58         | 33         | +25        |                                  |
| 1982–1983 | «Атлетік»          | 7     | воротар — Андоні Субісаррета; польові гравці — Сантьяго Уркіага, Хосе Нуньєс, Іньїго Лісерансу, Андоні Гойкоечеа, Мігель де Андрес, Хосе Гальєго, Ісмаель Уртубі, Даніель Руїс, Естаніслао Арготе, Мануель Сарабія, Мігель Сола, Хосе Норьєга, Луїс де ля Фуенте, Франсиско Салінас, Хуліо Салінас, Пачі Боланьйос, Августин Гісасола, Хуан Хосе Ельхесабаль, Фернандо Тірапу | Хав'єр Клементе  | 34         | 22         | 6          | 6          | 50         | 71         | 36         | +35        |                                  |
| 1983–1984 | «Атлетік»          | 8     | воротар — Андоні Субісаррета; польові гравці — Сантьяго Уркіага, Іньїго Лісерансу, Андоні Гойкоечеа, Луїс де ля Фуенте, Ісмаель Уртубі, Мігель де Андрес, Хосе Галлехо, Естаніслао Арготе, Хосе Норієха, Мануель Сарабія, Мігель Сола, Хосе Марія Нуньєс, Ендіка Гуррочена, Франсиско Салінас, Даніель Руїс, Хуан Хосе Ельхесабал, Хуліо Салінас, Хенар Андрінуа, Рубен Більбао | Хав'єр Клементе  | 34         | 20         | 9          | 5          | 49         | 53         | 30         | +23        | Кубок Короля                     |
| 1984–1985 | «Барселона»        | 10    | воротар — Хав'єр Уррутікоечеа; польові гравці — Херардо Міранда, Хуліо Альберто Морено, Хосе Алексанко, Мігель Б'янкетті, Бернд Шустер, Віктор Муньйос, Рамон Кальдере, Стів Арчибальд, Хуан Карлос Рохо, Франсиско Карраско, Естебан Віго, Франсиско Клос, Маркос Алонсо Пенья, Хосе Вісенте Санчес, Хосе Торал, Пічі Алонсо, Хосеп Мораталья, Мігель Анхель Алонсо. Також: Крістобаль Санчес Лопес, Луїс Мілья, Франсиско Лопес, Мартін Домінгес, Мануель Лобо, Алехандро Буено Рамон, Мігель Ретуерто, Хосе Мігель Аранда, Антоніо Паділья Вертедор, Хуан Карлос Каррерас, Хорді Дуран, Франсиско Абельян Камара. | Террі Венейблз   | 34         | 21         | 11         | 2          | 53         | 69         | 25         | +44        |                                  |
| 1985–1986 | «Реал Мадрид»      | 21    | воротарі — Хосе Очоторена, Агустін Родрігес; польові гравці — Чендо, Антоніо Камачо, Мануель Санчіс, Антоніо Маседа, Рікардо Гальєго, Мічел Гонсалес, Рафаель Гордільйо, Уго Санчес, Еміліо Бутрагеньйо, Хорхе Вальдано, Хуан Гомес Гонсалес, Карлос Сантільяна, Хосе Сальгеро, Мартін Васкес, Чоло, Хесус Солана, Ісідоро Сан Хосе, Франсиско Родрігес | Луїс Моловни     | 34         | 26         | 4          | 4          | 56         | 83         | 33         | +50        | Кубок УЄФА                       |
| 1986–1987 | «Реал Мадрид»      | 22    | воротар — Франсиско Буйо; польові гравці — Чендо, Хесус Солана, Мануель Санчіс, Антоніо Камачо, Мічел Гонсалес, Рікардо Гальєго, Рафаель Гордільйо, Уго Санчес, Еміліо Бутрагеньйо, Хорхе Вальдано, Хосе Сальгеро, Мартін Васкес, Мігель Пардеса, Хуан Гомес Гонсалес, Міно Серрано, Карлос Сантільяна, Мілан Янкович | Лео Бенхаккер    | 44         | 27         | 12         | 5          | 66         | 84         | 37         | +47        |                                  |
| 1987–1988 | «Реал Мадрид»      | 23    | воротарі — Франсиско Буйо, Хосе Очоторена, Агустін Родрігес; польові гравці — Чендо, Мануель Санчіс, Мігель Тендільйо, Антоніо Камачо, Рафаель Гордільйо, Мартін Васкес, Мічел Гонсалес, Мілан Янкович, Уго Санчес, Еміліо Бутрагеньйо, Хесус Солана, Рікардо Гальєго, Франсиско Льоренте, Карлос Сантільяна, Хуан Хосе Македа, Міно Серрано, Адольфо Альдана, Франсиско Муньйос Перес, Хуан Мандія, Сантьяго Арагон, Антоніо Маседа, Антоніо Леон | Лео Бенхаккер    | 38         | 28         | 6          | 4          | 62         | 95         | 26         | +69        |                                  |
| 1988–1989 | «Реал Мадрид»      | 24    | воротарі — Франсиско Буйо, Агустін Родрігес; польові гравці — Естебан Гутієррес, Мануель Санчіс, Мігель Тендільйо, Мічел Гонсалес, Мартін Васкес, Бернд Шустер, Рафаель Гордільйо, Рікардо Гальєго, Уго Санчес, Еміліо Бутрагеньйо, Чендо, Хесус Солана, Хуліо Льоренте, Франсиско Льоренте, Адольфо Альдана, Антоніо Камачо, Себастіан Лосада, Хуан Хосе Македа, Альберт Агвіла | Лео Бенхаккер    | 38         | 25         | 12         | 1          | 62         | 91         | 37         | +54        | Кубок Короля, Суперкубок Іспанії |
| 1989–1990 | «Реал Мадрид»      | 25    | воротарі — Франсиско Буйо, Агустін Родрігес, Хулен Лопетегі; польові гравці — Чендо, Оскар Руджері, Мануель Санчіс, Мічел Гонсалес, Фернандо Єрро, Мартін Васкес, Бернд Шустер, Рафаель Гордільйо, Уго Санчес, Еміліо Бутрагеньйо, Хесус Солана, Франсиско Льоренте, Себастіан Лосада, Адольфо Альдана, Хуліо Льоренте, Хоакін Парра, Мігель Тендільйо, Естебан Гутієррес, Альберт Агвіла | Джон Тошак       | 38         | 26         | 10         | 2          | 62         | 107        | 38         | +69        | Суперкубок Іспанії               |

- 1989/90 — «Реал Мадрид» став кращим за результативністю в одному сезоні: 107 забитих м'ячів.

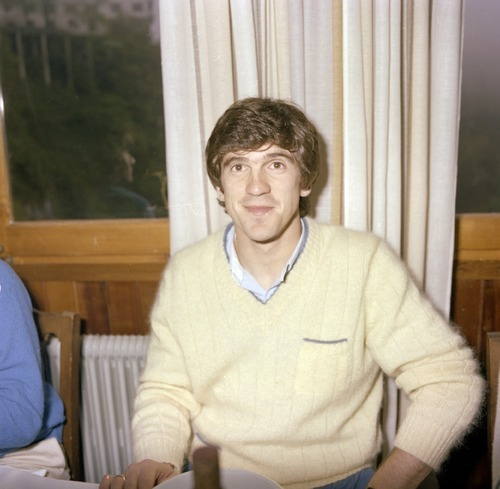
Луїс Арконада (1981)
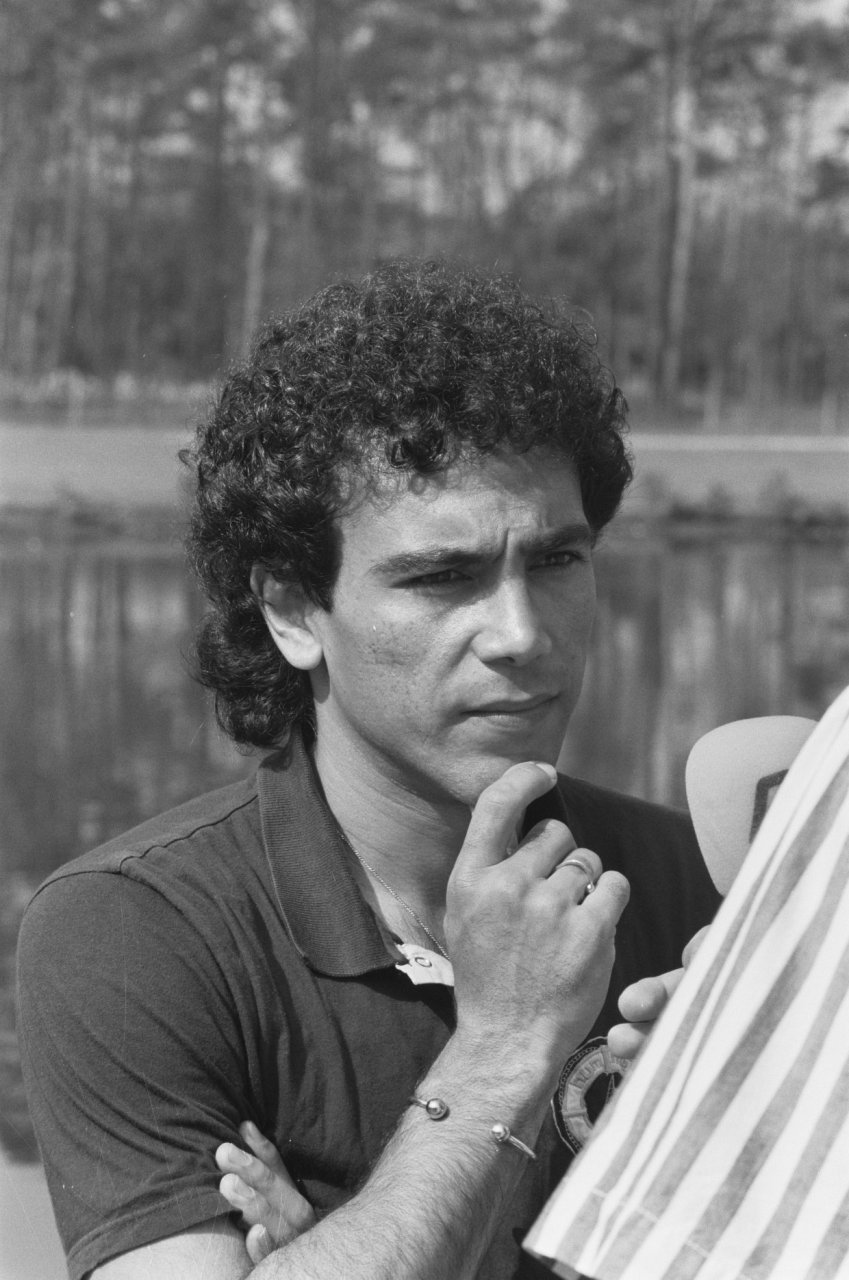
Уго Санчес (1988)

## 1991—2000
| Сезон     | Переможець турніру | Титул | Склад | Тренер                      | Статистика | Статистика | Статистика | Статистика | Статистика | Статистика | Статистика | Статистика | Інші виграні турніри                             |
| Сезон     | Переможець турніру | Титул | Склад | Тренер                      | М          | В          | Н          | П          | О          | З          | Пр         | Р          | Інші виграні турніри                             |
| --------- | ------------------ | ----- | --- | --------------------------- | ---------- | ---------- | ---------- | ---------- | ---------- | ---------- | ---------- | ---------- | ------------------------------------------------ |
| 1990–1991 | «Барселона»        | 11    | воротар — Андоні Субісаррета; польові гравці — Рональд Куман, Рікардо Серна, Фернандо Муньйос, Гільєрмо Амор, Хосе Марі Бакеро, Еусебіо Сакрістан, Андоні Гойкоечеа, Айтор Бегірістайн, Мікаель Лаудруп, Христо Стоїчков, Хуліо Салінас, Рональд Куман, Хосе Алексанко, Мікель Солер, Лопес Рекарте, Урбано Ортега, Антоні Пінілья, Жузеп Гвардіола, Хуліо Альберто Морено, Себастьян Еррера, Пабло Македа                                                 | Йоган Кройфф, Карлес Рексач | 38         | 25         | 7          | 6          | 57         | 77         | 34         | +43        |                                                  |
| 1991–1992 | «Барселона»        | 12    | воротар — Андоні Субісаррета; польові гравці — Рональд Куман, Хуан Карлос, Фернандо Муньйос, Гільєрмо Амор, Хосе Марі Бакеро, Еусебіо Сакрістан, Мікаель Лаудруп, Жузеп Гвардіола, Христо Стоїчков, Айтор Бегірістайн, Андоні Гойкоечеа, Мігель Анхель Надаль, Ріхард Вітсге, Рікардо Серна, Альберт Феррер, Хуліо Салінас, Крістобаль Паррало, Хосе Алексанко                                                                                             | Йоган Кройфф                | 38         | 23         | 9          | 6          | 55         | 87         | 37         | +50        | Кубок європейських чемпіонів, Суперкубок Іспанії |
| 1992–1993 | «Барселона»        | 13    | воротар — Андоні Субісаррета; польові гравці — Альберт Феррер, Рональд Куман, Мігель Анхель Надаль, Хосе Марія Бакеро, Жузеп Гвардіола, Гільєрмо Амор, Еусебіо Сакрістан, Мікаель Лаудруп, Христо Стоїчков, Айтор Бегірістайн, Андоні Гойкоечеа, Хуан Карлос, Хуліо Салінас, Ріхард Вітсге, Горан Вучевич, Пабло Альфаро, Хосе Алексанко, Мікель Солер, Оскар Гарсія, Пабло Македа, Луїс Каррерас                                                          | Йоган Кройфф                | 38         | 25         | 8          | 5          | 58         | 87         | 34         | +53        | Суперкубок Іспанії, Суперкубок УЄФА              |
| 1993–1994 | «Барселона»        | 14    | воротарі — Андоні Субісаррета, Карлес Бускетс; польові гравці — Альберт Феррер, Серхі Бархуан, Мігель Анхель Надаль, Рональд Куман, Хосе Марія Бакеро, Жузеп Гвардіола, Гільєрмо Амор, Ромаріу, Христо Стоїчков, Мікаель Лаудруп, Андоні Гойкоечеа, Іван Іглесіас, Айтор Бегірістайн, Еусебіо Сакрістан, Хуан Естебаранс, Хуан Карлос, Хуліо Салінас, Оскар Гарсія, Ронні Екелунд                                                                          | Йоган Кройфф                | 38         | 25         | 6          | 7          | 56         | 91         | 42         | +49        |                                                  |
| 1994–1995 | «Реал Мадрид»      | 25    | воротарі — Франсиско Буйо, Сантьяго Каньїсарес; польові гравці — Кіке Санчес Флорес, Мікель Ласа, Мануель Санчіс Онтінюело, Фернандо Єрро, Рафаель Мартін Васкес, Фернандо Редондо, Іван Саморано, Хосе Амавіска, Луїс Енріке, Мікаель Лаудруп, Рауль Гонсалес, Луїс Мілья, Мічел, Альфонсо Перес, Чендо, Сандро, Рафаель Алькорта, Еміліо Бутрагеньйо, Петер Дубовскі, Альберто Маркос Рей, Фернандо Муньйос, Альберто Пісарро, Даніель Гарсія Лара       | Хорхе Вальдано              | 38         | 23         | 9          | 6          | 55         | 76         | 29         | +47        |                                                  |
| 1995–1996 | «Атлетіко Мадрид»  | 9     | воротар — Хосе Франсиско Моліна; польові гравці — Дельфі Хелі, Тоні Муньйос, Роберто Солосабал, Сантьяго Денія, Мілінко Пантич, Дієго Сімеоне, Хосе Луїс Камінеро, Хуан Віскайно, Любослав Пенєв, Кіко, Роберто Фреснедосо, Хуан Мануель Лопес, Леонардо Біагіні, Піррі Морі, Хуан Карлос Гомес, Педро Томас Реньйонес, Фернандо Корреа, Квінтон Форчун, Даніель Гонсалес Санс, Хосе де ля Сагра                                                           | Радомир Антич               | 42         | 26         | 9          | 7          | 87         | 75         | 32         | +43        | Кубок Короля                                     |
| 1996–1997 | «Реал Мадрид»      | 26    | воротарі — Бодо Іллгнер, Сантьяго Каньїсарес; польові гравці — Крістіан Пануччі, Роберто Карлос, Рафаель Алькорта, Фернандо Єрро, Кларенс Зедорф, Фернандо Редондо, Віктор Санчес дель Амо, Рауль Гонсалес, Предраг Міятовіч, Давор Шукер, Хосе Амавіска, Мануель Санчіс Онтінюело, Чендо, Карлуш Секретаріу, Луїс Мілья, Мікель Ласа, Гуті, Альваро Беніто, Зе Роберту, Хосе Гарсія Кальво, Фернандо Санс, Деян Петкович, Ісмаель Ірурсун                 | Фабіо Капелло               | 42         | 27         | 11         | 4          | 92         | 85         | 36         | +49        |                                                  |
| 1997–1998 | «Барселона»        | 15    | воротарі — Руд Хесп, Вітор Баїя, Карлес Бускетс; польові гравці — Майкл Рейзігер, Серхі Бархуан, Альберт Феррер, Вінстон Богард, Луїш Фігу, Альберт Селадес, Джованні Сілва, Луїс Енріке, Рівалду, Сонні Андерсон, Гільєрмо Амор, Мігель Анхель Надаль, Драган Чирич, Фернанду Коуту, Рожер Гарсія, Іван де ля Пенья, Оскар Гарсія, Хуан Антоніо Піцці, Абелардо Фернандес, Крістоф Дюгаррі, Жузеп Гвардіола, Христо Стоїчков, Хофре Матеу, Маріо Росас    | Луї ван Гал                 | 38         | 23         | 5          | 10         | 74         | 78         | 56         | +22        | Кубок Короля, Суперкубок УЄФА                    |
| 1998–1999 | «Барселона»        | 16    | воротарі — Руд Хесп, Франсеск Арнау; польові гравці — Майкл Рейзігер, Серхі Бархуан, Абелардо Фернандес, Франк де Бур, Філліп Коку, Луїш Фігу, Патрік Клюйверт, Рівалду, Жузеп Гвардіола, Луїс Енріке, Маурісіо Пеллегріно, Будевейн Зенден, Хаві Ернандес, Сонні Андерсон, Вітор Баїя, Альберт Селадас, Рональд де Бур, Джованні Сілва, Семюел Окуново, Еммануель Амуніке, Рожер Гарсія, Оскар Гарсія, Мігель Анхель Надаль, Драган Чирич, Вінстон Богард | Луї ван Гал                 | 38         | 24         | 7          | 7          | 79         | 87         | 43         | +44        |                                                  |
| 1999–2000 | «Депортіво»        | 1     | воротарі — Жак Сонго'о, Петр Коуба; польові гравці — Мануель Пабло, Енріке Ромеро, Габріель Шюррер, Нуреддін Найбет, Віктор Санчес, Мауро Сільва, Джалмінья, Донато Гама, Флавіо Консейсао, Рой Макай, Хосе Оскар Флорес, Педру Паулета, Славиша Йоканович, Фран Гонсалес, Хайме Санчес, Фернандо Санчес, Ліонель Скалоні, Сесар Мартін, Манель Менендес, Луїс Раміс, Іван Муньйос                                                                         | Хав'єр Ірурета              | 38         | 21         | 6          | 11         | 69         | 66         | 44         | +22        |                                                  |

- 1993/94 — «Барселона» і «Депортіво» (Ла-Корунья) набрали однакову кількість очок. За додатковими показниками чемпіоном стали каталонці.

## 2001—2010
| Сезон     | Переможець турніру | Титул | Склад | Тренер             | Статистика | Статистика | Статистика | Статистика | Статистика | Статистика | Статистика | Статистика | Інші виграні турніри                                         |
| Сезон     | Переможець турніру | Титул | Склад | Тренер             | М          | В          | Н          | П          | О          | З          | Пр         | Р          | Інші виграні турніри                                         |
| --------- | ------------------ | ----- | --- | ------------------ | ---------- | ---------- | ---------- | ---------- | ---------- | ---------- | ---------- | ---------- | ------------------------------------------------------------ |
| 2000–2001 | «Реал Мадрид»      | 28    | воротарі — Ікер Касільяс, Сесар Санчес; польові гравці — Мічел Сальгадо, Роберто Карлос, Айтор Каранка, Іван Ельгера, Фернандо Єрро, Луїш Фігу, Клод Макелеле, Гуті, Стів Макманаман, Рауль Гонсалес, Педро Мунітіс, Савіо, Фернандо Мор'єнтес, Альберт Селадес, Жеремі Нжітап, Флавіо Консейсао, Сантьяго Соларі, Іван Кампо, Мануель Санчіс, Тоте, Альберто Пісарро | Вісенте дель Боске | 38         | 24         | 8          | 6          | 80         | 81         | 40         | +41        |                                                              |
| 2001–2002 | «Валенсія»         | 5     | воротар — Сантьяго Каньїсарес; польові гравці — Курро Торрес, Амедео Карбоні, Маурісіо Пеллегріно, Роберто Аяла, Давід Альбельда, Франсиско Руфете, Пабло Аймар, Вісенте Родрігес, Мігель Ангуло, Сальва Бальєста, Андрес Палоп, Кілі Гонсалес, Міста, Хуан Санчес, Рубен Бараха, Мирослав Джукич, Карлос Марчена, Джон Кар'ю, Фабіу Ауреліу, Гонсало де лос Сантос, Адріан Іліе, Жоселін Англома, Денніс Шербан, Давід Наварро, Хав'єр Гаррідо, Алехандро Кастро                                          | Рафаель Бенітес    | 38         | 21         | 12         | 5          | 75         | 51         | 27         | +24        |                                                              |
| 2002–2003 | «Реал Мадрид»      | 29    | воротар — Ікер Касільяс; польові гравці — Мічел Сальгадо, Роберто Карлос, Іван Ельгера, Фернандо Єрро, Луїш Фігу, Зінедін Зідан, Клод Макелеле, Флавіо Консейсао, Рауль Гонсалес, Роналдо, Гуті, Сантьяго Соларі, Естебан Камб'яссо, Франсіско Павон, Фернандо Мор'єнтес, Оскар Міньямбрес, Стів Макманаман, Хав'єр Портільйо, Альберт Селадес, Рауль Браво, Тоте, Рубен Роча | Вісенте дель Боске | 38         | 22         | 12         | 4          | 78         | 86         | 42         | +44        | Кубок Тойоти, Суперкубок УЄФА                                |
| 2003–2004 | «Валенсія»         | 6     | воротарі — Сантьяго Каньїсарес, Давід Ранхель; польові гравці — Курро Торрес, Амедео Карбоні, Роберто Аяла, Карлос Марчена, Давід Альбельда, Вісенте Родрігес, Рубен Бараха, Хорхе Лопес, Міста, Рікардо Олівейра, Франсиско Руфете, Пабло Аймар, Мігель Ангуло, Хіско, Маурісіо Пеллегріно, Мохамед Сіссоко, Хав'єр Гаррідо, Давид Наварро, Фабіан Каноббіо, Хуан Санчес, Фабіу Ауреліу | Рафаель Бенітес    | 38         | 23         | 8          | 7          | 77         | 71         | 27         | +44        | Кубок УЄФА                                                   |
| 2004–2005 | «Барселона»        | 17    | воротарі — Віктор Вальдес, Альберт Хоркера, Рубен Мартінес; польові гравці — Жуліану Беллетті, Джованні ван Бронкгорст, Карлес Пуйоль, Рафаель Маркес, Олегер Пресас, Хаві Ернандес, Деку, Самюель Ето'о, Роналдінью, Людовик Жулі, Андрес Іньєста, Сільвінью, Херард Лопес, Генрік Ларссон, Дамія Абелья, Тьяго Мотта, Максі Лопес, Ліонель Мессі, Едмілсон, Деметріо Альбертіні, Фернандо Наварро, Габрі Гарсія, Серхіо Родрігес                                                                         | Франк Райкард      | 38         | 25         | 9          | 4          | 84         | 73         | 29         | +44        |                                                              |
| 2005–2006 | «Барселона»        | 18    | воротарі — Віктор Вальдес, Альберт Хоркера; польові гравці — Карлес Пуйоль (к), Рафаель Маркес, Сільвінью, Олегер Пресас, Деку, Едмілсон, Марк ван Боммел, Самюель Ето'о, Роналдінью, Людовик Жулі, Андрес Іньєста, Генрік Ларссон, Жуліану Беллетті, Джованні ван Бронкгорст, Ліонель Мессі, Хаві Ернандес, Тьяго Мотта, Сантьяго Ескерро, Габрі Гарсія, Максі Лопес, Серхіо Родрігес, Людовік Сильвестр, Піту Комадеваль, Франсіско Мартос, Андреа Орланді, Хесус Ольмо, Франсіско Монтаньєс, Рамон Масо | Франк Райкард      | 38         | 25         | 7          | 6          | 82         | 80         | 35         | +45        | Ліга чемпіонів УЄФА, Суперкубок Іспанії                      |
| 2006–2007 | «Реал Мадрид»      | 30    | воротар — Ікер Касільяс; польові гравці — Серхіо Рамос, Роберто Карлос, Іван Ельгера, Фабіо Каннаваро, Мамаду Діарра, Емерсон Феррейра, Гуті, Руд ван Ністелрой, Рауль Гонсалес, Робінью, Хосе Антоніо Реєс, Девід Бекхем, Гонсало Ігуаїн, Мігель Торрес, Мічел Сальгадо, Фернандо Гаго, Альваро Мехія, Рауль Браво, Роналду, Сісінью, Антоніо Кассано, Рубен де ла Ред, Марсело Вієйра, Мігель Нієто | Фабіо Капелло      | 38         | 23         | 7          | 8          | 76         | 66         | 40         | +26        |                                                              |
| 2007–2008 | «Реал Мадрид»      | 31    | воротарі — Ікер Касільяс, Єжи Дудек, Хорді Кодіна; польові гравці — Серхіо Рамос, Марсело Вієйра, Габріель Гайнце, Фабіо Каннаваро, Гуті, Веслі Снейдер, Мамаду Діарра, Рауль Гонсалес, Робінью, Руд ван Ністелрой, Фернандо Гаго, Жуліо Баптіста, Гонсало Ігуаїн, Ар'єн Роббен, Мігель Торрес, Пепе, Ройстон Дренте, Крістоф Метцельдер, Хав'єр Савіола, Мічел Сальгадо, Хав'єр Бальбоа, Роберто Сольдадо                                                                                                 | Бернд Шустер       | 38         | 27         | 4          | 7          | 85         | 84         | 36         | +48        |                                                              |
| 2008–2009 | «Барселона»        | 19    | воротарі — Віктор Вальдес, Хосе Мануель Пінто, Оєр Оласабаль; захисники — Даніель Алвеш, Ерік Абідаль, Карлес Пуйоль, Жерард Піке, Рафаель Маркес, Сільвіньйо, Мартін Касерес, Марк Мунієса, Альберто Ботія; півзахисники — Хаві Ернандес, Сейду Кейта, Андрес Іньєста, Яя Туре, Серхіо Бускетс, Олександр Глєб, Віктор Санчес Мата, Хеффрен Суарес, Хаві Торрес, Абрахам Гонсалес, Тьяго Алькантара; нападники — Самуель Ето'О, Тьєрі Анрі, Ліонель Мессі, Ейдур Ґудьйонсен, Боян Кркіч, Педро Родрігес   | Жузеп Гвардіола    | 38         | 27         | 6          | 5          | 87         | 105        | 35         | +70        | Кубок Короля Ліга чемпіонів УЄФА                             |
| 2009–2010 | «Барселона»        | 20    | воротар — Віктор Вальдес; захисники — Карлес Пуйоль, Жерард Піке, Даніель Алвеш, Максвелл, Ерік Абідаль, Рафаель Маркес, Дмитро Чигринський, Габріель Міліто, Марк Бартра, Андреу Фонтас; півзахисники — Хаві Ернандес, Серхіо Бускетс, Андрес Іньєста, Сейду Кейта, Яя Туре, Джонатан дос Сантос, Тьяго Алькантара; нападники — Ліонель Мессі, Педро Родрігес, Златан Ібрагімовіч, Боян Кркіч, Тьєрі Анрі, Хеффрен Суарес                                                                                 | Жузеп Гвардіола    | 38         | 31         | 6          | 1          | 99         | 98         | 24         | +74        | Суперкубок Іспанії, Суперкубок УЄФА, Клубний чемпіонат світу |

- 2009/10 — «Барселона» встановила рекорд по різниці забитих і пропущених м'ячів — 74 пункти (98—24). Наступного сезону каталонці повторили це досягнення.

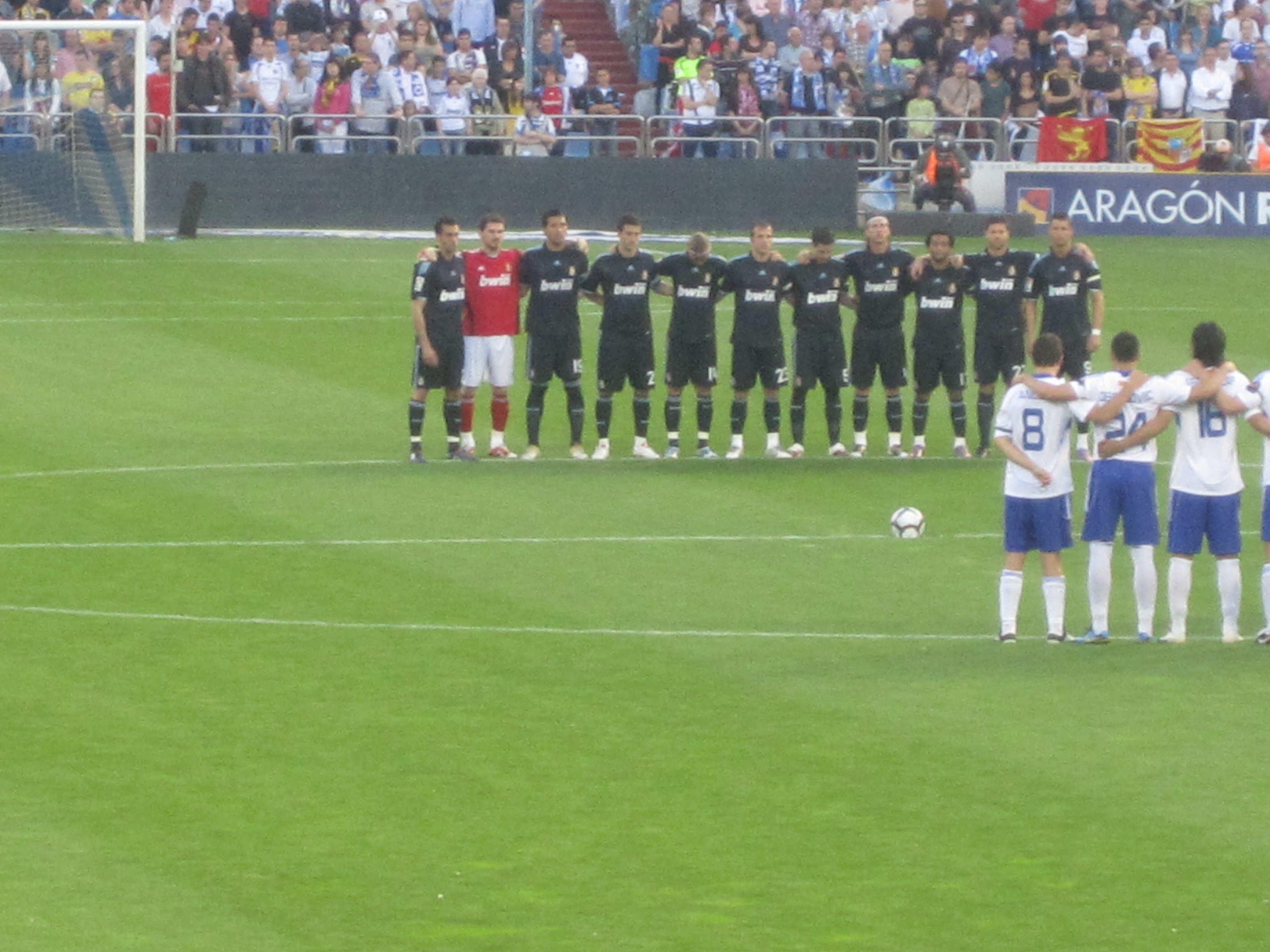
«Реал Мадрид» (2007/08)
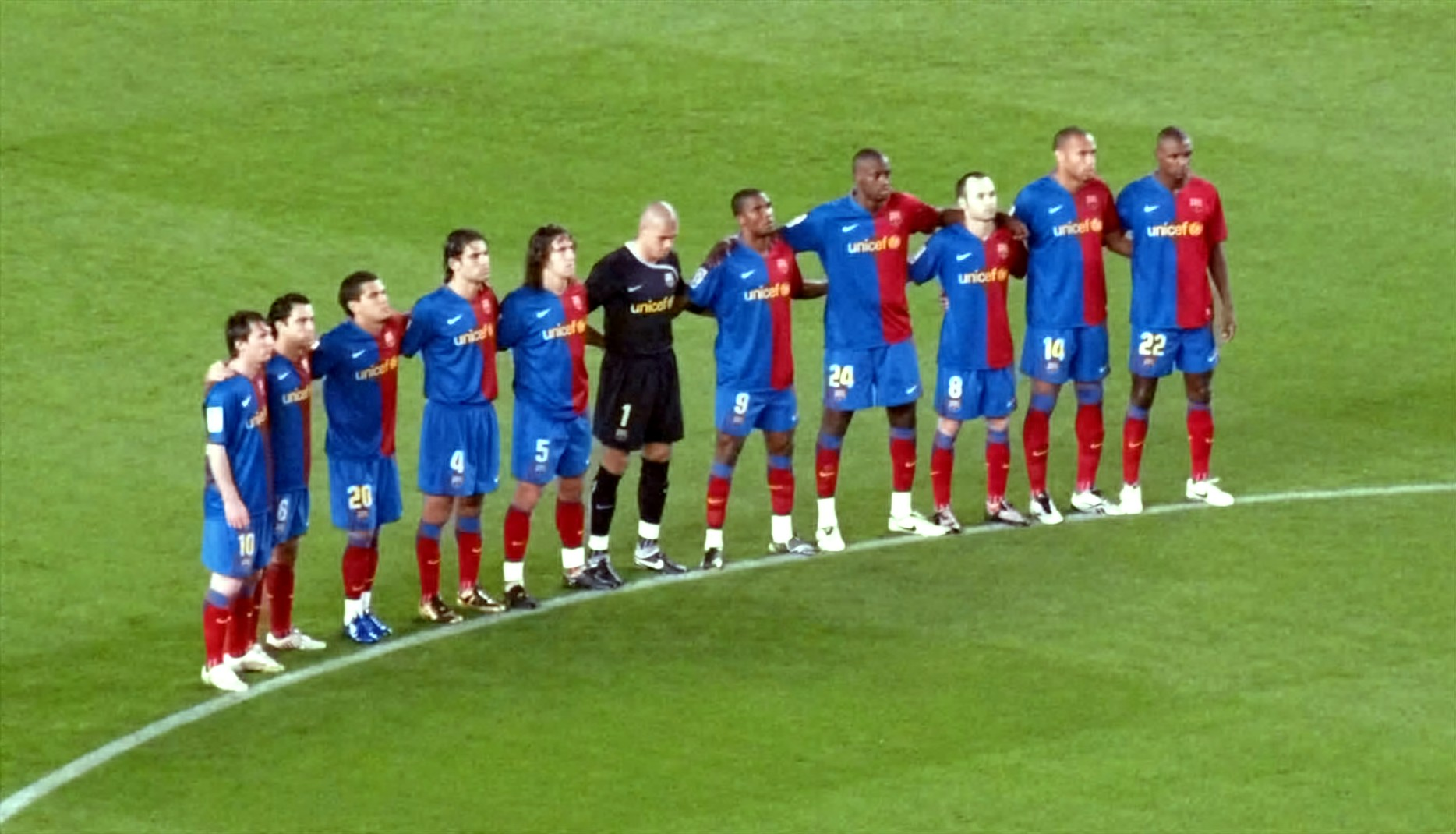
«Барселона» (2008/09)

## 2011—2020
| Сезон     | Переможець турніру | Титул | Склад | Тренер            | Статистика | Статистика | Статистика | Статистика | Статистика | Статистика | Статистика | Статистика | Інші виграні турніри                                                    |
| Сезон     | Переможець турніру | Титул | Склад | Тренер            | М          | В          | Н          | П          | О          | З          | Пр         | Р          | Інші виграні турніри                                                    |
| --------- | ------------------ | ----- | --- | ----------------- | ---------- | ---------- | ---------- | ---------- | ---------- | ---------- | ---------- | ---------- | ----------------------------------------------------------------------- |
| 2010–2011 | «Барселона»        | 21    | воротарі — Віктор Вальдес, Хосе Мануель Пінто; захисники — Даніел Алвес, Ерік Абідаль, Жерард Піке, Максвелл, Карлес Пуйоль, Адріано Коррея, Габріель Міліто, Андреу Фонтас, Марк Бартра, Мартін Монтойя; півзахисники — Сейду Кейта, Андрес Іньєста, Хаві Ернандес, Серхіо Бускетс, Хав'єр Маскерано, Ібрагім Афеллай, Тьяго Алькантара, Джонатан дос Сантос, Оріоль Ромеу, Сержі Роберто; нападники — Давід Вілья, Ліонель Мессі, Педро Родрігес, Боян Кркіч, Хеффрен Суарес, Ноліто,                          | Жузеп Гвардіола   | 38         | 30         | 6          | 2          | 96         | 95         | 21         | +74        | Ліга чемпіонів УЄФА, Суперкубок Іспанії                                 |
| 2011–2012 | «Реал Мадрид»      | 32    | воротарі — Ікер Касільяс, Антоніо Адан; захисники — Серхіо Рамос, Марсело Вієйра, Альваро Арбелоа, Пепе, Фабіу Коентрау, Рауль Альбіоль, Рафаель Варан, Рікарду Карвалью; півзахисники — Хабі Алонсо, Месут Езіл, Самі Хедіра, Кака, Хосе Кальєхон, Анхель Ді Марія, Естебан Гранеро, Лассана Діарра, Хаміт Алтинтоп, Нурі Шахін; нападники — Кріштіану Роналду, Карім Бензема, Гонсало Ігуаїн, Хосе Кальєхон, Хесе Родрігес, Альваро Мората                                                                     | Жозе Моурінью     | 38         | 32         | 4          | 2          | 100        | 121        | 32         | +89        |                                                                         |
| 2012–2013 | «Барселона»        | 22    | воротарі — Віктор Вальдес, Хосе Мануель Пінто; захисники — Даніел Алвеш, Жорді Альба, Жерард Піке, Карлес Пуйоль, Хав'єр Маскерано, Адріано Коррея, Мартін Монтойя, Марк Бартра, Ерік Абідаль; півзахисники — Сеск Фабрегас, Андрес Іньєста, Серхіо Бускетс, Хаві Ернандес, Тьяго Алькантара, Джонатан дос Сантос, Сержі Роберто, Алекс Сонг; нападники — Ліонель Мессі, Педро Родрігес, Алексіс Санчес, Давід Вілья, Крістіан Тельйо, Жерар Деулофеу                                                            | Тіто Віланова     | 38         | 32         | 4          | 2          | 100        | 115        | 40         | +75        |                                                                         |
| 2013–2014 | «Атлетіко Мадрид»  | 10    | воротарі — Тібо Куртуа, Данієль Арансубія; захисники — Хуанфран, Дієго Годін, Жуан Міранда, Філіпе Луїс, Тобі Алдервейрелд, Еміліано Інсуа, Хаві Манкільйо, Хосе Хіменес; півзахисники — Габі, Коке, Рауль Гарсія, Арда Туран, Тьягу Мендеш, Крістіан Родрігес, Маріо Суарес, Хосе Соса, Дієго, Олівер Торрес, Жозуа Гілавогі; нападники — Дієго Коста, Давід Вілья, Адріан Лопес, Лео Баптістан | Дієго Сімеоне     | 38         | 28         | 6          | 4          | 90         | 77         | 26         | +51        |                                                                         |
| 2014–2015 | «Барселона»        | 23    | воротарі — Клаудіо Браво, Жорді Масіп; захисники — Даніел Алвеш, Жеремі Матьє, Хав'єр Маскерано, Жерард Піке, Жорді Альба, Адріано Коррея, Марк Бартра, Мартін Монтойя, Дуглас, Томас Вермален; півзахисники — Серхіо Бускетс, Андрес Іньєста, Іван Ракитич, Хаві Ернандес, Рафа Алькантара, Сержі Роберто; нападники — Ліонель Мессі, Неймар, Луїс Суарес, Педро Родрігес, Мунір Ель-Хаддаді, Сандро Рамірес | Луїс Енріке       | 38         | 30         | 4          | 4          | 94         | 110        | 21         | +89        | Ліга чемпіонів УЄФА, Кубок Короля                                       |
| 2015–2016 | «Барселона»        | 24    | воротарі — Клаудіо Браво, Марк-Андре тер Штеген; захисники — Жорді Альба, Хав'єр Маскерано, Жерард Піке, Данієл Алвеш, Жеремі Матьє, Марк Бартра, Томас Вермален, Адріано Коррея, Дуглас; півзахисники — Іван Ракитич, Серхіо Бускетс, Сержі Роберто, Андрес Іньєста, Арда Туран, Алейс Відаль, Рафа Алькантара, Жерар Гумбау, Серхі Сампер; нападники — Ліонель Мессі, Неймар, Луїс Суарес, Мунір Ель-Хаддаді, Сандро Рамірес                                                                                   | Луїс Енріке       | 38         | 29         | 4          | 5          | 91         | 112        | 29         | +83        | Суперкубок УЄФА, Кубок Короля, Клубний чемпіонат світу                  |
| 2016–2017 | «Реал Мадрид»      | 33    | воротарі — Кейлор Навас, Кіко Касілья; захисники — Марсело, Серхіо Рамос, Начо, Рафаель Варан, Данієль Карвахаль, Даніло, Пепе, Фабіу Коентрау, Альваро Техеро; півзахисники — Іско, Тоні Кроос, Матео Ковачич, Каземіро, Лука Модрич, Марко Асенсіо, Хамес Родрігес; нападники — Лукас Васкес, Кріштіану Роналду, Карім Бензема, Альваро Мората, Гарет Бейл, Маріано Діас | Зінедін Зідан     | 38         | 29         | 6          | 3          | 93         | 106        | 41         | +65        | Суперкубок УЄФА, Клубний чемпіонат світу з футболу, Ліга чемпіонів УЄФА |
| 2017–2018 | «Барселона»        | 25    | воротарі — Марк-Андре тер Штеген, Яспер Сіллессен; захисники — Жорді Альба, Жерард Піке, Сержі Роберто, Самюель Умтіті, Нелсон Семеду, Томас Вермален, Люка Дінь, Хав'єр Маскерано, Єррі Міна; півзахисники — Іван Ракитич, Паулінью, Серхіо Бускетс, Андрес Іньєста (к), Філіппе Коутіньйо, Деніс Суарес, Андре Гоміш, Алейс Відаль, Жерар Деулофеу; нападники — Ліонель Мессі, Луїс Суарес, Пако Алькасер, Усман Дембеле, Хосе Арнаїс                                                                          | Ернесто Вальверде | 38         | 28         | 9          | 1          | 93         | 99         | 29         | +70        | Кубок Короля                                                            |
| 2018–2019 | «Барселона»        | 26    | воротарі — Марк-Андре тер Штеген, Яспер Сіллессен; захисники — Жорді Альба, Жерард Піке, Сержі Роберто, Нелсон Семеду, Клеман Лангле, Самюель Умтіті, Томас Вермален, Мусса Ваге, Джейсон Мурільйо, Жан-Клер Тодібо; півзахисники — Серхіо Бускетс, Філіппе Коутіньйо, Іван Ракитич, Артуро Відаль, Артур Мело, Карлес Аленья, Рафінья, Кевін-Прінс Боатенг, Алекс Колядо, Рікард Пуїг, Деніс Суарес; нападники — Ліонель Мессі, Луїс Суарес, Усман Дембеле, Малком, Мунір Ель-Хаддаді, Карлес Перес, Абель Руїс | Ернесто Вальверде | 38         | 26         | 9          | 3          | 87         | 90         | 36         | +54        | Суперкубок Іспанії                                                      |
| 2019–2020 | «Реал Мадрид»      | 34    | воротарі —Тібо Куртуа, Альфонс Ареола; захисники — Данієль Карвахаль, Ферлан Менді, Серхіо Рамос, Рафаель Варан, Марсело, Едер Мілітан, Начо, Альваро Одріосола; півзахисники — Каземіро, Тоні Кроос, Лука Модрич, Федеріко Вальверде, Іско, Лукас Васкес, Хамес Родрігес, Брахім Діас; нападники — Еден Азар, Карім Бензема, Вінісіус, Родріго, Гарет Бейл, Лука Йович, Марко Асенсіо, Маріано Діас | Зінедін Зідан     | 38         | 26         | 9          | 3          | 87         | 70         | 25         | +45        | Суперкубок Іспанії                                                      |

- 2011/12 — «Реал Мадрид» забив 121 м'яч у 38 іграх; став кращим за результативністю і різницею забитих та пропущених м'ячів в одному сезоні (+89). «Реал Мадрид» також встановив новий рекорд за кількістю набраних очок (100) в одному сезоні, який складається з 38 матчей. Наступного сезону «Барселона» повторила це досягнення.

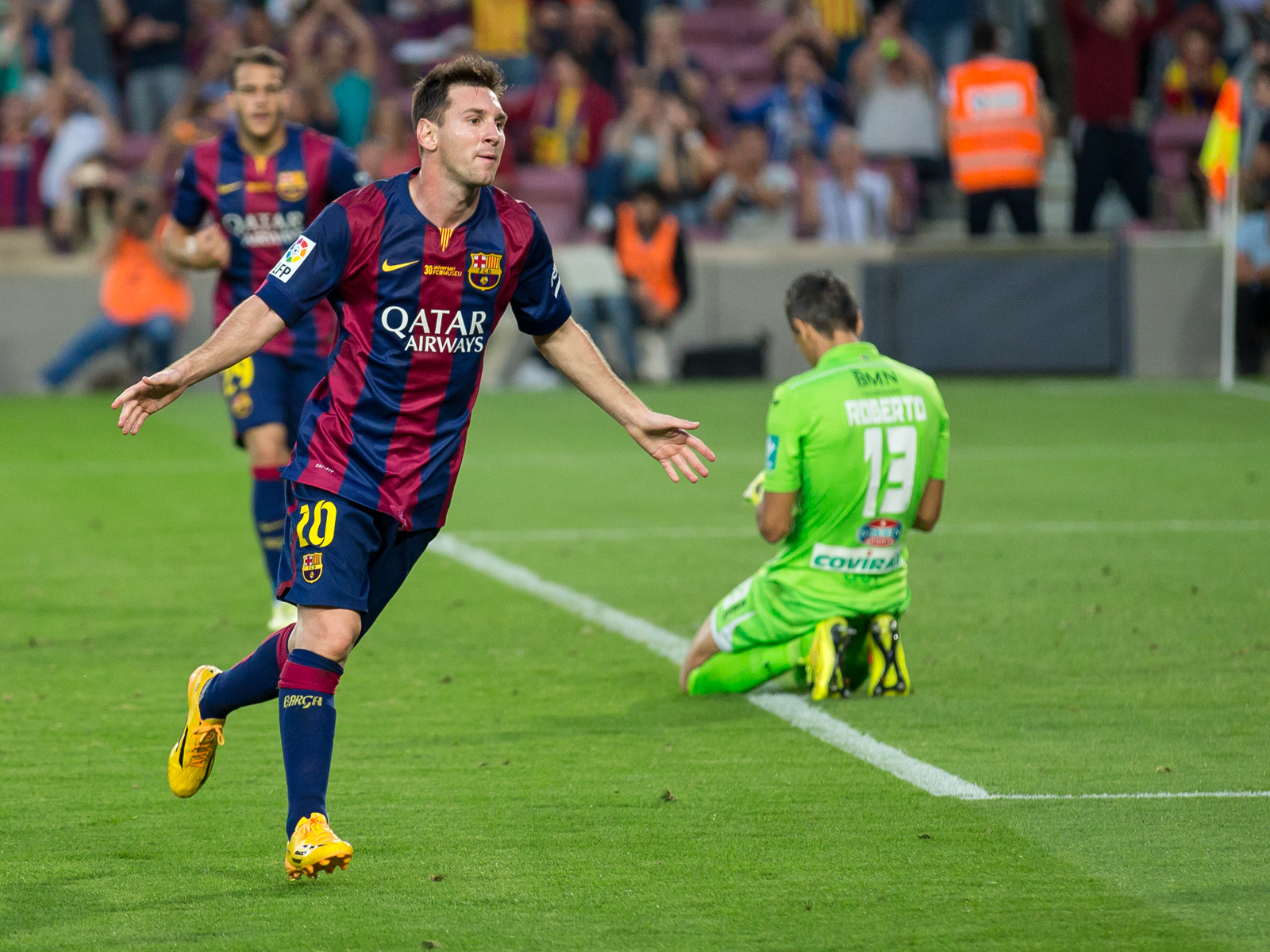
Ліонель Мессі («Барселона»)
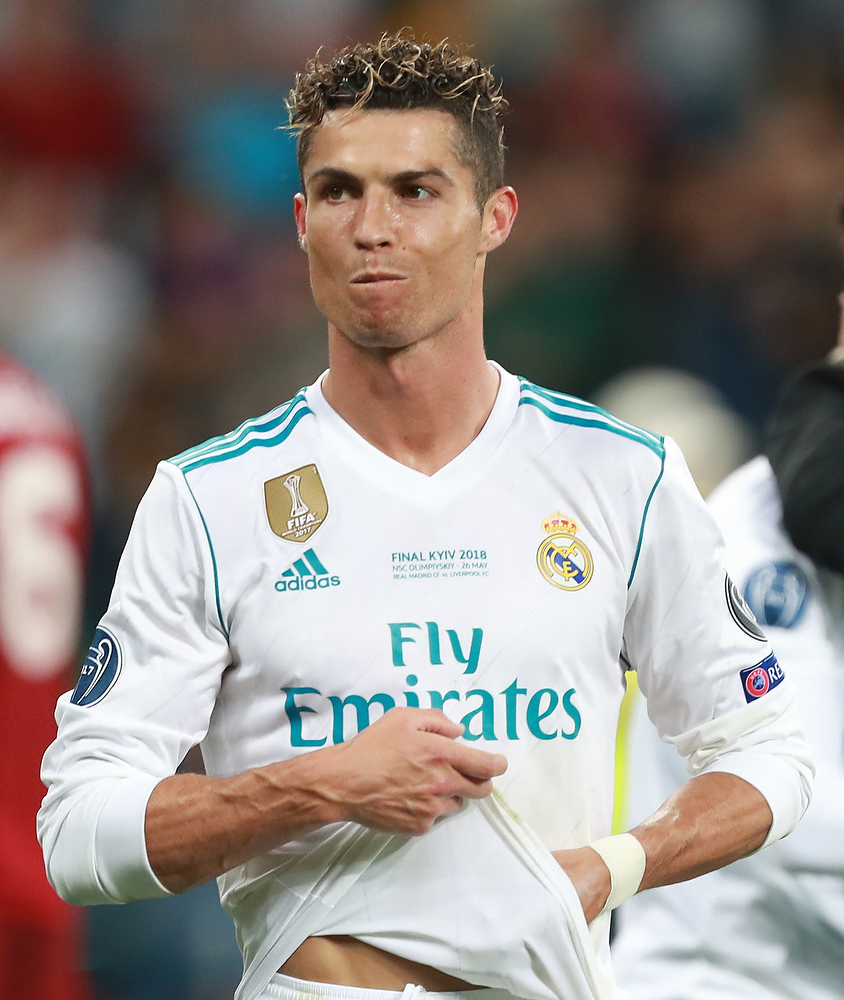
Кріштіану Роналду («Реал» М)

## 2020—2025
| Сезон     | Переможець турніру | Титул | Склад | Тренер          | Статистика | Статистика | Статистика | Статистика | Статистика | Статистика | Статистика | Статистика | Інші виграні турніри                    |
| Сезон     | Переможець турніру | Титул | Склад | Тренер          | М          | В          | Н          | П          | О          | З          | Пр         | Р          | Інші виграні турніри                    |
| --------- | ------------------ | ----- | --- | --------------- | ---------- | ---------- | ---------- | ---------- | ---------- | ---------- | ---------- | ---------- | --------------------------------------- |
| 2020–2021 | «Атлетіко Мадрид»  | 11    | воротарі — Ян Облак, Іво Грбич; захисники — Кіран Тріпп'є, Стефан Савич, Томас Лемар, Маріо Ермосо, Феліпе, Хосе Хіменес, Ренан Лоді, Шиме Врсалько, Ману Санчес, Рікард Санчес; півзахисники — Коке, Маркос Льоренте, Сауль Ньїгес, Жоффрей Кондогбія, Ектор Еррера, Лукас Торрейра, Томас Партей; нападники — Луїс Суарес, Анхель Корреа, Яннік Карраско, Жоао Фелікс, Вітоло, Дієго Коста, Мусса Дембеле                                                                                      | Дієго Сімеоне   | 38         | 26         | 8          | 4          | 86         | 67         | 25         | +42        |                                         |
| 2021–2022 | «Реал Мадрид»      | 35    | воротарі — Тібо Куртуа, Андрій Лунін; захисники — Данієль Карвахаль, Едер Мілітан, Давід Алаба, Хесус Вальєхо, Начо Фернандес, Марсело, Ферлан Манді, Маріо Хіла, Мігель Гутьєррес, Серхіо Сантос; півзахисники — Еден Азар, Тоні Кроос, Лука Модрич, Каземіро, Федеріко Вальверде, Дані Себальйос, Іско, Едуарду Камавінга, Антоніо Бланко, Пітер Гонсалес; нападники — Карім Бензема, Марко Асенсіо, Лука Йович, Лукас Васкес, Гарет Бейл, Вінісіус Жуніор, Родріго, Маріано Діас, Хуан Латаса | Карло Анчелотті | 38         | 26         | 8          | 4          | 86         | 80         | 31         | +49        | Суперкубок Іспанії, Ліга чемпіонів УЄФА |
| 2022–2023 | «Барселона»        | 27    | воротарі — Марк-Андре Тер Штеґен, Іньякі Пенья; захисники — Жуль Кунде, Алехандро Бальде, Андреас Крістенсен, Рональд Араухо, Ерік Гарсія, Жорді Альба, Сержі Роберто, Маркос Алонсо, Жерард Піке, Ектор Бельєрін, Чаді Ріад; півзахисники — Гаві, Френкі де Йонг, Серхіо Бускетс, Педрі, Франк Кесс'є, Пабло Торре, Алейкс Гаррідо; нападники — Роберт Левандовський, Рафінья, Ансу Фаті, Ферран Торрес, Усман Дембеле, Анхель Аларкон, Мемфіс Депай, Ламін Ямаль, П'єр-Емерік Обамеянг         | Хаві Ернандес   | 38         | 28         | 4          | 6          | 88         | 70         | 20         | +50        | Суперкубок Іспанії                      |
| 2023–2024 | «Реал Мадрид»      | 36    | воротарі — Тібо Куртуа, Андрій Лунін, Кепа Аррісабалага; захисники — Данієль Карвахаль, Едер Мілітао, Давід Алаба, Начо Фернандес, Фран Гарсія, Антоніо Рюдігер, Ферлан Менді; півзахисники — Джуд Беллінгем, Тоні Кроос, Лука Модрич, Едуарду Камавінга, Федеріко Вальверде, Орельєн Чуамені, Дані Себальйос, Арда Гюлер, Маріо Мартін, Ніко Пас; нападники — Вінісіус Жуніор, Родріго, Хоселу, Лукас Васкес, Брахім Діас, Альваро Родрігес, Гонсало Гарсія                                     | Карло Анчелотті | 38         | 29         | 8          | 1          | 95         | 87         | 26         | +61        | Суперкубок Іспанії, Ліга чемпіонів УЄФА |
| 2024–2025 | «Барселона»        | 28    | Войцех Щенсний, Жуль Кунде, Алехандро Бальде, Пау Кубарсі, Іньїго Мартінес, Педрі, Марк Касадо, Ерік Гарсія, Рафінья, Роберт Левандовський, Ламін Ямаль, Іньякі Пенья, Ферран Торрес, Фермін Лопес, Гаві, Марк-Андре тер Штеген, Дані Ольмо, Френкі де Йонг, Пау Віктор, Рональд Араухо, Пабло Торре, Ансу Фаті, Андреас Крістенсен | Ганс-Дітер Флік |            |            |            |            |            |            |            |            | Суперкубок Іспанії, Кубок Іспанії       |

## Статистика

### Зведені клубні дані
| Клуб              | Місто         | Кількість перемог | Сезони (роки) |
| ----------------- | ------------- | ----------------- | --- |
| «Реал Мадрид»     | Мадрид        | 36                | 1932, 1933, 1954, 1955, 1957, 1958, 1961, 1962, 1963, 1964, 1965, 1967, 1968, 1969, 1972, 1975, 1976, 1978, 1979, 1980, 1986, 1987, 1988, 1989, 1990, 1995, 1997, 2001, 2003, 2007, 2008, 2012, 2017, 2020, 2022, 2024 |
| «Барселона»       | Барселона     | 28                | 1929, 1945, 1948, 1949, 1952, 1953, 1959, 1960, 1974, 1985, 1991, 1992, 1993, 1994, 1998, 1999, 2005, 2006, 2009. 2010, 2011, 2013, 2015, 2016, 2018, 2019, 2023, 2025                                                 |
| «Атлетіко Мадрид» | Мадрид        | 11                | 1940, 1941, 1950, 1951, 1966, 1970, 1973, 1977, 1996, 2014, 2021 |
| «Атлетік»         | Більбао       | 8                 | 1930, 1931, 1934, 1936, 1943, 1956, 1983, 1984 |
| «Валенсія»        | Валенсія      | 6                 | 1942, 1944, 1947, 1971, 2002, 2004 |
| «Реал Сосьєдад»   | Сан-Себастьян | 2                 | 1981, 1982 |
| «Бетіс»           | Севілья       | 1                 | 1935 |
| «Севілья»         | Севілья       | 1                 | 1946 |
| «Депортіво»       | Ла-Корунья    | 1                 | 2000 |

### Гравці і тренери
Список переможців чемпіонату Іспанії, які здобували титул як гравці і тренери:
| Особа               | Гравець                                        | Тренер                                               | Всього |
| ------------------- | ---------------------------------------------- | ---------------------------------------------------- | ------ |
| Рікардо Самора      | 1932, 1933                                     | 1940, 1941                                           | 4      |
| Хуан Уркісу         | 1930, 1931, 1934                               | 1943                                                 | 4      |
| Хосеп Самітьєр      | 1929, 1933                                     | 1945                                                 | 3      |
| Мігель Муньйос      | 1954, 1955, 1957, 1958                         | 1961, 1962, 1963, 1964, 1965, 1967, 1968, 1969, 1972 | 13     |
| Марсель Домінго     | 1950, 1951                                     | 1970                                                 | 3      |
| Альфредо Ді Стефано | 1954, 1955, 1957, 1958, 1961, 1962, 1963, 1964 | 1971, 1979                                           | 10     |
| Луїс Арагонес       | 1966, 1970, 1973                               | 1977                                                 | 4      |
| Луїс Моловни        | 1954, 1955, 1957                               | 1978, 1979, 1986                                     | 6      |
| Йоган Кройф         | 1974                                           | 1991, 1992, 1993, 1994                               | 5      |
| Хорхе Вальдано      | 1986, 1987                                     | 1995                                                 | 3      |
| Хав'єр Ірурета      | 1970, 1973                                     | 2000                                                 | 3      |
| Бернд Шустер        | 1985, 1989, 1990                               | 2008                                                 | 4      |
| Жузеп Гвардіола     | 1991, 1992, 1993, 1994, 1998, 1999             | 2009, 2010, 2011                                     | 9      |
| Дієго Сімеоне       | 1996                                           | 2014, 2021                                           | 3      |
| Луїс Енріке         | 1995, 1998, 1999                               | 2015, 2016                                           | 5      |
| Зінедін Зідан       | 2003                                           | 2017, 2020                                           | 3      |
| Хаві Ернандес       | 1999, 2005, 2006, 2009, 2010, 2011, 2013, 2015 | 2023                                                 | 9      |

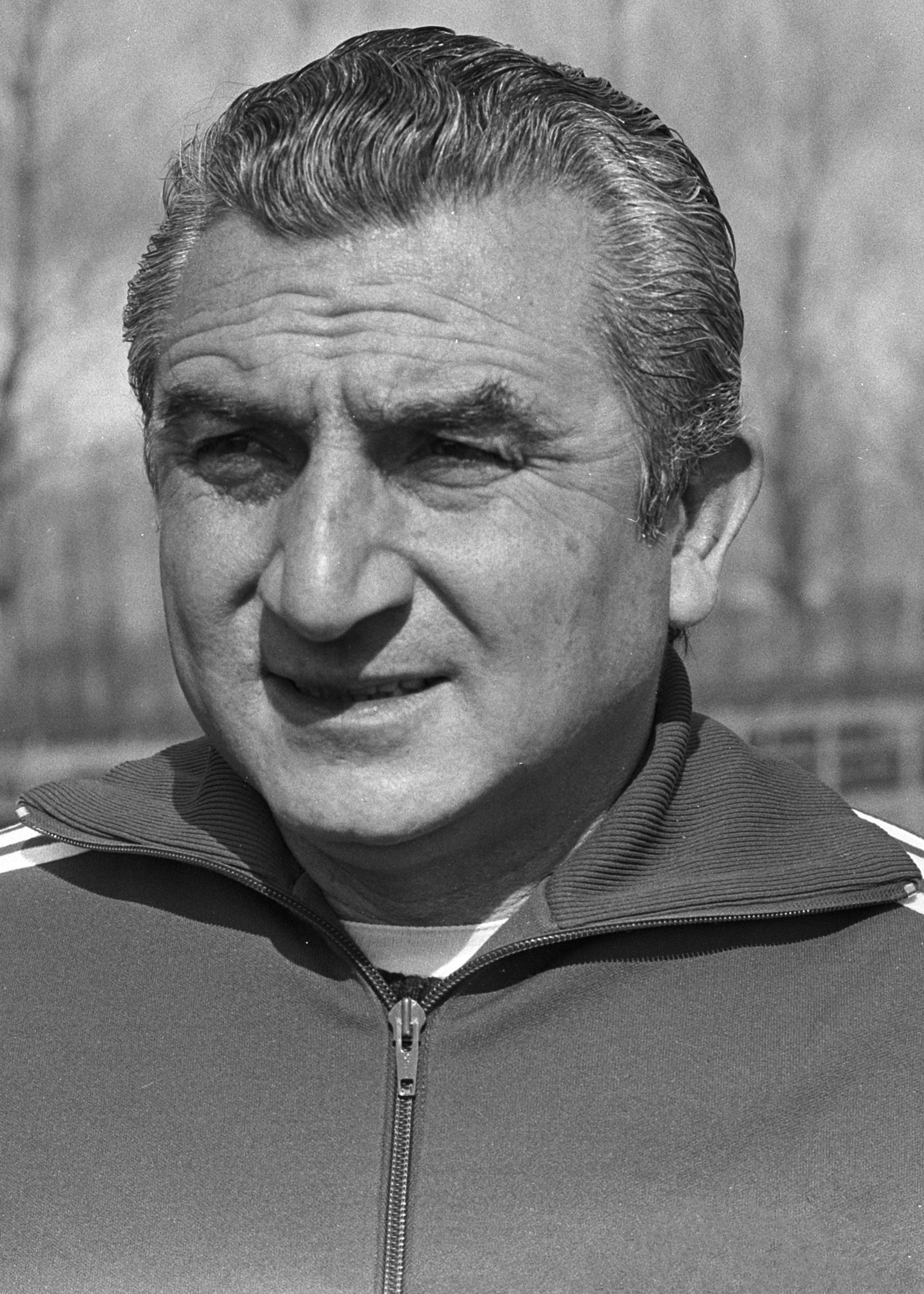
Мігель Муньйос
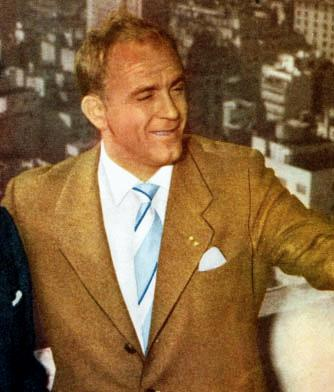
Альфредо Ді Стефано
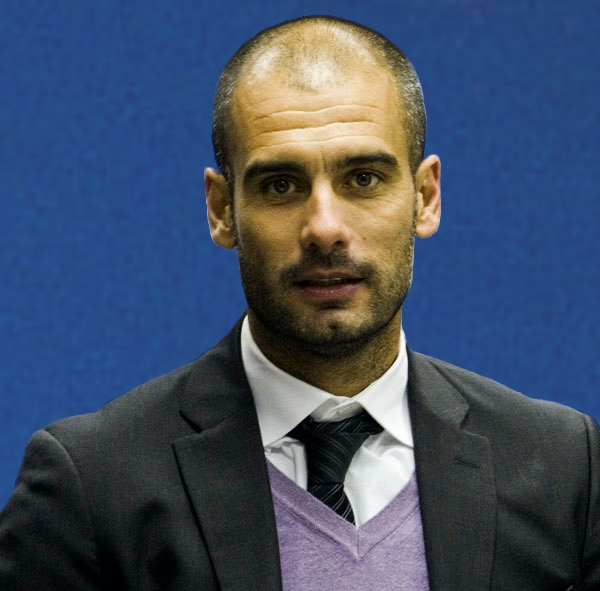
Жузеп Гвардіола
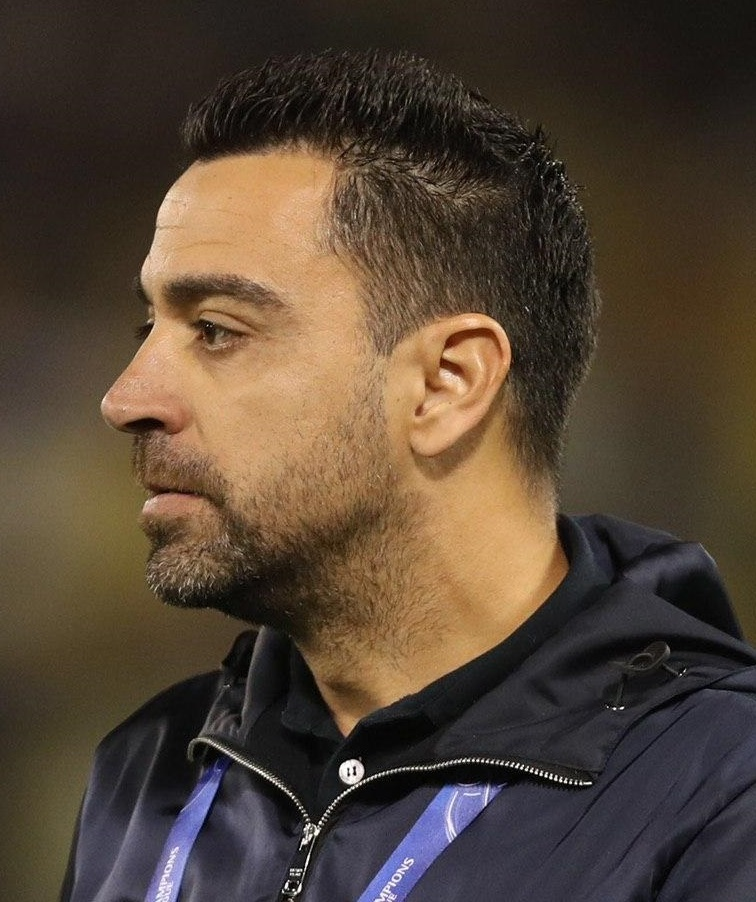
Хаві Ернандес
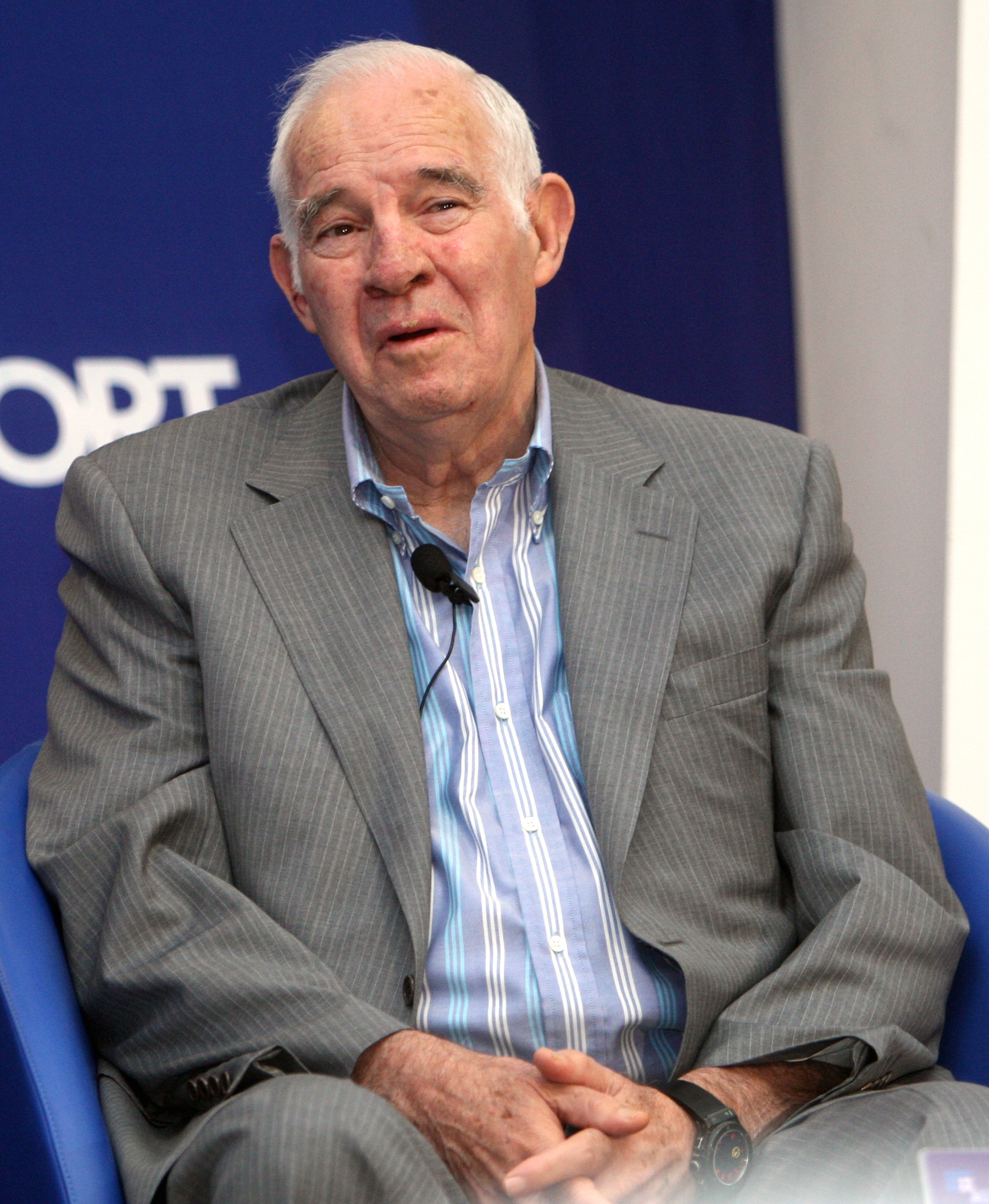
Луїс Арагонес
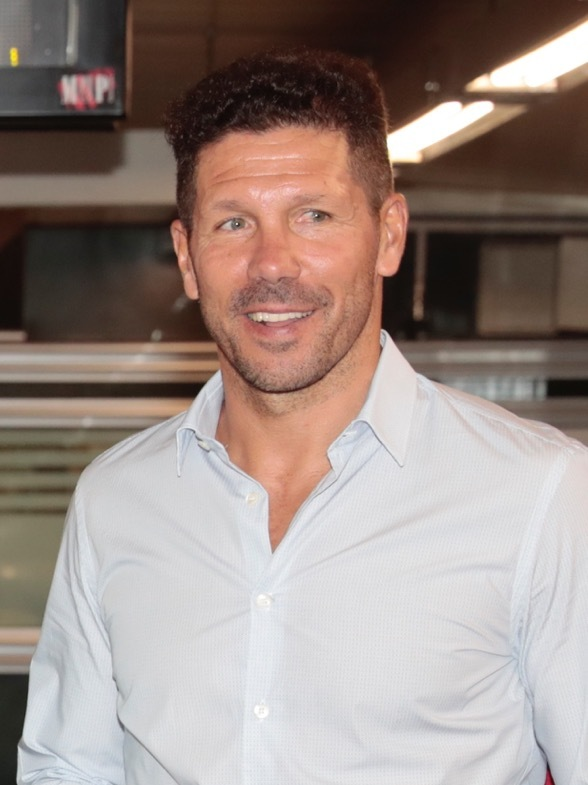
Дієго Сімеоне
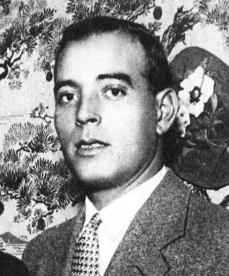
Рікардо Замора